# Toulouse sous la Révolution et l'Empire
Entre 1789 et 1815, Toulouse, sous la Révolution française et le Premier Empire, voit son rôle et sa structure politique et sociale transformés.
La disparition du parlement et la réforme judiciaire et administrative, qui enlève à la ville son rang de « deuxième capitale du royaume » et de grande capitale régionale, la proclamation de la constitution civile du clergé, qui heurte les sensibilités catholiques profondes des habitants de la ville et rejetée par la majorité des prêtres, créent des fractures dans la société toulousaine.
Mais, en 1793, l'entrée en guerre contre l'Espagne donne un sens plus aigu encore au péril de la défaite de la Révolution. Toulouse, au cœur du système militaire qui protège les frontières pyrénéennes, devient une véritable citadelle jacobine. Refusant de rejoindre les insurrections fédéralistes qui s'emparent du Midi de la France, de Bordeaux à Toulon en passant par Marseille et Nîmes, Toulouse se rallie à la Convention nationale et sauve la République. Dans les mois qui suivent, la Terreur reste cependant mesurée : parmi les 200 victimes se trouvent les parlementaires toulousains, guillotinés à Paris en juin 1794.
En revanche, avec la Convention thermidorienne, puis le Directoire, les persécutions religieuses ne cessent pas. La conscription universelle accroît le mécontentement dans les campagnes et le fossé se creuse avec la ville jacobine. Aussi, en août 1799, l'insurrection royaliste qui menace Toulouse et qui, en lien avec d'autres révoltes dans le pays et l'offensive des armées européennes, aurait pu mettre fin à la République, est-elle un nouveau succès pour les jacobins toulousains.

## Contexte

### La croissance démographique
En 1789, la population de Toulouse est de 52 800 habitants, ce qui en fait la ville la plus peuplée de sa région, devant Montauban, qui compte 28 000 habitants et Castres 14 000 habitants. Plus loin, Montpellier atteint 30 000 habitants, Nîmes 50 000, Marseille 100 000 et Bordeaux 110 000. Au cours du XVIIIe siècle, la croissance démographique toulousaine est d'ailleurs relativement forte, mais elle est due essentiellement au solde migratoire positif, surtout des populations paysannes des régions voisines comme le pays de Foix.
La campagne toulousaine connaît également une forte croissance démographique, conséquence du recul des famines et des disettes : les défrichements et la mise en culture de nouvelles terres, mais aussi l'utilisation de nouvelles méthodes de culture, comme l'assolement triennal et l'utilisation d'outils agricoles plus perfectionnés, permettent l'accroissement des rendements agricoles. Surtout, la grande nouveauté réside dans le développement de cultures nouvelles, parfois plus rentables économiquement et dont les revenus améliorent le niveau des paysans comme la vigne, autour de Toulouse, Gaillac et Fronton, particulièrement entre 1760 et 1780, mais aussi le tabac. Les plantes venues d'Amérique se diffusent également comme le maïs ou « millet d'Espagne », cultivé au nord de Toulouse dès le milieu du XVIIe siècle, dans le Lauragais et en Gascogne au début du XVIIIe siècle, enfin dans les vallées pyrénéennes à la fin du siècle. La pomme de terre se répand à partir de 1770 dans les Pyrénées ariégeoises – elle est cotée sur le marché de Foix à partir de 1778. Elle est principalement utilisée pour les animaux et par les plus pauvres.

### La situation religieuse
Toulouse est le siège d'un archevêque, dont dépendent les évêques de Lavaur, Lombez, Mirepoix, Montauban, Pamiers, Rieux et Saint-Papoul. On compte dans la ville pas moins de 90 églises et chapelles, pour 200 prêtres, 20 couvents d'hommes, soit 400 religieux, et 23 de femmes, soit plus de 600 religieuses.
La population reste profondément catholique. On commémore encore, en 1789, la « Délivrance », c'est-à-dire l'expulsion et le massacre des protestants toulousains en 1562. À la fin du XVIIIe siècle, si on compte un millier de protestants, ils restent mal acceptés par la majorité de la population et restent la cible des autorités locales. En 1762, le parlement de Toulouse poursuit le pasteur François Rochette et les frères Henri, Jean et Joachim de Grenier, arrêtés à Caussade et exécutés le 19 février, place du Salin, et surtout Jean Calas, roué vif, étranglé et brûlé le 10 mars, place Saint-Georges.

### Une capitale politique

Le ressort du parlement de Toulouse.

Le parlement domine la vie politique toulousaine. Il jouit d'un grand prestige, lié à son ancienneté et à l'étendue de son ressort. Il compte une centaine de conseillers, entourés d'avocats, de procureurs, d'huissiers et de notaires. La puissance du parlement explique d'ailleurs que le Haut-Languedoc ne compte pas d'intendant : pour la généralité de Toulouse, il n'existe qu'un subdélégué, représentant l'intendant du Languedoc résidant à Montpellier. La noblesse parlementaire représente l'élite financière de la ville.

### Une situation économique difficile
L'industrie toulousaine reste limitée à la production nécessaire à la vie quotidienne des habitants de la ville et de sa région. Les tentatives de développement de l'industrie textile n'ont pas donné de résultat.
Le commerce s'appuie sur le trafic des céréales vers le Bas-Languedoc, à travers le canal du Midi. Le commerce international est essentiellement limité à l'Espagne, Toulouse servant d'intermédiaire pour les marchands marseillais.

### Les fractures sociales
La noblesse toulousaine, qui représente moins de 1 % de la population de la ville, possède un peu moins des deux tiers des richesses.
Le groupe de la bourgeoisie, auquel peuvent être agrégés les professions libérales, les artisans et les petits propriétaires agricoles, représente 72 % de la population, mais ne possède qu'un peu plus du tiers des richesses. Ce groupe ne compte pas de grandes familles de négociants : la bourgeoisie toulousaine reste globalement pauvre.
Enfin, les classes populaires, composées de petits artisans, de compagnons et de travailleurs agricoles, forment un quart de la population, mais ne possèdent pas plus de 1 % des richesses. Un élément saillant de cette pauvreté est le taux d'enfants abandonnés : dans la deuxième moitié du XVIIIe siècle, ils représentent 17 % des nouveau-nés, 40 % dans la paroisse de Saint-Pierre-des-Cuisines, la plus pauvre de la ville.

### Un centre culturel actif
L'université de Toulouse, fondée en 1229 et l'une des plus anciennes du royaume de France, se renouvelle au cours du XVIIIe siècle. La faculté de droit, qui attire un millier d'étudiants, est le principal centre d'enseignement du droit romain du royaume. Elle compte 6 professeurs, assistés de 8 agrégés. En revanche, les facultés de théologie, des arts et de médecine ne bénéficient pas de la même situation.
La ville compte également trois académies royales. La compagnie du Gai Savoir, fondée en 1323, a été érigée en Académie royale des belles-lettres en 1694. La Société des sciences, fondée en 1640, devient Académie des sciences, inscriptions et belles-lettres de Toulouse en 1746. Enfin, une Académie royale de peinture, sculpture et architecture existe depuis 1750.
L'alphabétisation fait aussi des progrès dans la population. En 1789, dans la noblesse et dans la bourgeoisie, c'est la presque la totalité des hommes et les trois-quarts des femmes qui savent signer. Dans les classes populaires du tiers état, ce sont seulement la moitié des hommes et 20 % des femmes.

## 1789: l'été révolutionnaire

### La convocation des États généraux

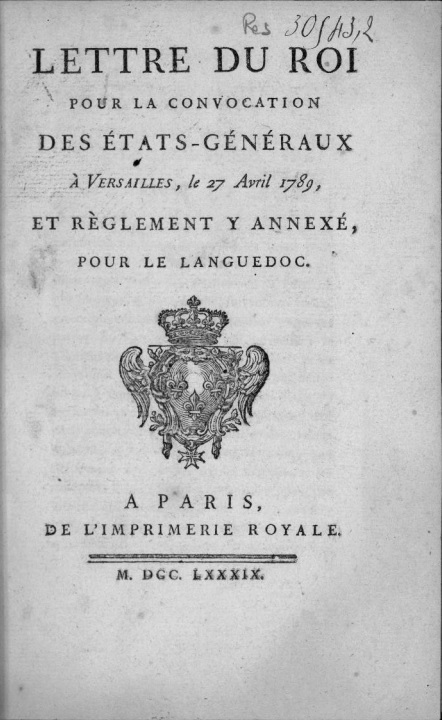
Lettre du roi pour la convocation des États généraux [...] et règlement pour le Languedoc (1789, bibliothèque universitaire de l'Arsenal).

Le 5 juillet 1788, Louis XVI fixe la convocation des États généraux au 27 avril 1789, mais il n'en fixe pas l'organisation. Dès l'été 1788, des pamphlets sont publiés, dans toute la France et à Toulouse, parfois en occitan, portant sur leur composition, leur mode de désignation et leur mode de suffrage. Ainsi, les États de Languedoc prétendent représenter la province et députer directement ses membres à Versailles. À Toulouse, l'université souhaite avoir son propre représentant. Le parlement, quant à lui, soutenu par la sénéchaussée, mais aussi par la bourse des marchands et le chapitre de Saint-Étienne, souhaite conserver « les formes de 1614 ». Finalement, entre le 27 décembre 1788 et le 24 janvier 1789, Jacques Necker, ministre d'État, décide finalement des formes de l'élection : les députés seront élus dans le cadre des bailliages et sénéchaussées.
Pour le tiers état, Jacques Necker accorde le « doublement », soit huit députés pour la sénéchaussée de Toulouse. À Toulouse, comme dans les autres villes, le suffrage est à trois degrés : les assemblées de corporation, auxquelles s'ajoute une assemblée pour les « non-incorporés », délèguent à l'assemblée de la ville, qui elle-même députe à l'assemblée de la sénéchaussée. Il y a dans la ville 81 corporations, telle que celle des cordonniers-savetiers, comptant plus de 300 membres, qui se réunissent le 9 mars 1789, à deux heures, au couvent des Grands-Carmes : trois sont élus pour s'assembler aux représentants des autres corporations et ceux des habitants « non-incorporés », le 17 mars, à la Maison commune, où sont élus les représentants du tiers état de la ville de Toulouse, puis le 26 mars, au couvent des Cordeliers, où sont élus les représentants du tiers état de la sénéchaussée. Les huit représentants élus pour représenter la sénéchaussée sont Jean-Arnaud-Pascal Raby de Saint-Médard, avocat à Castelsarrasin, Pierre Devoisins, avocat à Lavaur, Jean-Jacques Monssinat, avocat au parlement et représentant de Noé, Jean François Campmas, médecin à Monestiés, Jean-Antoine-Édouard Fos de Laborde, maire de Gaillac, André de Lartigue, lieutenant général à la sénéchaussée, Pierre Roussillou, riche négociant en draps à Toulouse et Jean-Baptiste Viguier, avocat au parlement et membre de la municipalité de Toulouse. Leurs deux suppléants sont Dominique Hebrard, avocat au parlement et représentant de Grisolles, et F. Marchand, négociant de Toulouse.
La noblesse de la sénéchaussée de Toulouse choisit quatre députés. Deux sont issus de la noblesse d'épée : Dominique-Joseph de Brunet de Castelpers, marquis de Panat et maréchal de camp, et Louis-Gaston-François de Monstron de Sauton d'Escouloubre, marquis d'Escouloubre, seigneur de Belcastel et ancien colonel du régiment de Bresse-infanterie. Deux appartiennent à la noblesse de robe : Jacques-Paul-Marie d'Avessens de Saint-Rome, sénéchal de Toulouse, et Jean des Innocens, seigneur de Maurens et président à mortier au parlement.
Pour le clergé, il est décidé dans le règlement des États généraux que les curés ont le droit de siéger personnellement aux assemblées électorales. Aussi, ce ne sont pas systématiquement les prélats qui sont élus. Au côté de l'archevêque de Toulouse, François de Fontanges, se trouvent Louis-Étienne-Marie Chabanettes, curé de Saint-Michel à Toulouse, Jean-Joachim Gausserand, curé de Rivières, et Augustin-Paul Pous, curé de Mazamet. Ils ont pour suppléant Pierre Laparre, curé de Dieupentale et de Bessens.
En fin de compte, le parlement de Toulouse peut compter sur six députés, puisqu'à Jean des Innocens de Maurens, Jean-Jacques Monssinat et Jean-Baptiste Viguier, élus dans la sénéchaussée de Toulouse, s'ajoutent Thomas Verny, avocat au parlement et député de la sénéchaussée de Montpellier, Noël-Joseph Madier de Montjau, avocat au parlement et député de la sénéchaussée de Villeneuve-de-Berg, et surtout Bertrand Barère de Vieuzac, avocat au parlement et député de la sénéchaussée de Tarbes.

### Les cahiers de doléances
Chaque assemblée électorale doit rédiger un cahier de doléances. À Toulouse, pour le tiers état, les cahiers « primaires » sont établis par les corporations et les habitants « non-incorporés ». Celui des cordonniers-savetiers, par exemple, contient quelques revendications corporatives et réclame surtout l'égalité devant l'impôt. Au niveau supérieur, le cahier du tiers état de la ville de Toulouse, synthèse des précédents, est établi par des bourgeois plus « éclairés » et les revendications sont plus précises : abolition des lettres de cachet et des prisons d'État, liberté « indéfinie » de la presse et suppression de la censure, « égalité proportionnelle » dans la répartition des impôts, et donc abolition de tous les impôts existant, remplacés par un « impôt territorial » en nature, suppression des péages, mais aussi contrôle de la levée des impôts par la Nation, responsabilité des ministres, admission de tous les citoyens aux emplois civils et militaires, suppression de la milice, création de caisses d'escompte et de monts-de-piété. Le tiers état de Toulouse se prononce également fermement en faveur des droits du parlement, dans toute l'étendue de son ressort. Il souhaite également la conservation des corporations, mais l'abolition des compagnonnages.
Le cahier de la noblesse toulousaine défend en revanche la conservation des privilèges. Il s'intéresse aussi aux questions économiques, à la suppression des barrières douanières et à la stabilité de la monnaie. Le cahier du clergé illustre les désirs de réforme et de régulation de l'Église du royaume. On y demande la résidence obligatoire des évêques, une plus grande équité dans la répartition des bénéfices ecclésiastiques, l'augmentation de la portion congrue dévolue aux curés.
La rédaction des cahiers de doléances s'accompagne de la publication de cahiers alternatifs. Ainsi, Michel Borrel, agriculteur de la banlieue nord de Toulouse, fait paraître en occitan ses Douléensos, puis un Dialogo entre le cultibatou Bourrel [...] et Mestre Labertat, critique du cahier du tiers état de la ville de Toulouse rédigée sous la forme d'un dialogue,. L'auteur y demande l'égalité devant l'impôt, mais aussi une modification de la composition des États de Languedoc, qui devraient ne compter que des représentants des villes et des villages, la suppression des lettres de cachet, la vénalité des offices, mais le maintien du capitoulat, de l'université et du parlement,. Des femmes font également paraître un cahier en vers occitans, les Douléenços de las fennos de Toulouso as Estats generals, où elles protestent contre leur exclusion des affaires politiques, demandent l'égalité devant la loi pour les mariages et l'héritage, la création d'un impôt sur les produits de luxe, mais aussi la mise en place d'un service militaire féminin et l'interdiction de la prostitution dans les villes. Il existe même un cahier des Doulouéenços de las Fillos de Serbice de la Billo de Toulouso, rédigé par les femmes domestiques de la ville de Toulouse, victimes des abus de leurs patrons, mais aussi durement condamnées par la justice parlementaire,.

### Les répercussions des événements parisiens (mai-août 1789)
Les députés partent, à la fin du mois d'avril, pour Versailles. La population, à Toulouse, est informée de ce qui se passe à travers les compte-rendus envoyés par les députés eux-mêmes, ou par des journaux parisiens, tels que le Journal des États généraux convoqués par Louis XVI, publié quotidiennement à partir du 1er juin, ou encore Le Point du Jour, publié quotidiennement, le lendemain des séances du tiers état par Bertrand Barère, dès le 4 mai,. On trouve aussi des journaux locaux : ainsi, aux Affiches de Toulouse, qui prennent le nom de Journal universel,.
La ville reste ainsi spectatrice des mouvements parisiens. L'annonce des événements de juin 1789 – transformation de la chambre du tiers état en assemblée nationale le 17, serment du Jeu de paume le 20, refus de la dispersion le 23, acceptation du roi le 27 – ont un retentissement relatif. Mais ce sont les événements du 14 juillet et la prise de la Bastille qui trouvent le plus grand écho dans le Midi toulousain : le 22 juillet, peu après l'arrivée des nouvelles de Paris, une municipalité révolutionnaire est mise en place à Montauban, sur le modèle de la municipalité parisienne. À Toulouse, on assiste à une émeute populaire : le 27 juillet, une foule de pauvres et de mendiants, pourvue d'armes hétéroclites, quitte le faubourg Saint-Cyprien et se dirige vers le couvent des Augustins où est stocké du blé. Les céréales sont ensuite vendues à un prix modique sur la place de la Pierre (emplacement de l'actuelle place Étienne-Esquirol), où se tient le marché.
À la fin du mois de juillet, le royaume est touché par la Grande Peur. Le 20 juillet, à Ruffec, dans l'Angoumois, des moines mendiants sont pris pour des brigands, déclenchant un mouvement de mobilisation de la population des campagnes et des villes qui se répand dans le sud-ouest de la France : la peur touche Cahors le 30 juillet, Montauban le 31, Toulouse et Rodez le 1er août, Lombez le 2, Pamiers, Saint-Girons, Saint-Gaudens et Tarbes le 3, Foix et Lourdes le 5. À Toulouse, l'émeute populaire du 27 juillet, l'explosion d'un des moulins à poudre le 30 juillet et l'arrivée des nouvelles alarmantes de Montauban accroissent l'inquiétude de la population. La formation d'une garde bourgeoise, placée sous le commandement du chevalier de Cambon, est accélérée. Quand on apprend que les brigands auraient pris Montauban et occuperaient Villemur-sur-Tarn, Cambon marche contre eux à la tête d'un millier d'hommes, soldats et volontaires de la garde bourgeoise : ils ne trouvent sur leur route que d'autres gardes.
Il ne semble pas qu'il y ait eu de château brûlé autour de Toulouse. On relève bien des attaques dans le Quercy – le château de Mercuès, demeure de l'évêque de Cahors, est pillé –, dans l'Albigeois – les châteaux de Blaye, de Cuq, de Rosières et de Saussenac sont attaqués. Mais la gravité de la situation, dans le nord de la France, pousse les députés de l'assemblée nationale, dans la nuit du 4 août, à voter l'abolition du régime féodal et des privilèges, et l'égalité devant l'impôt : ces décisions parviennent à partir du 11 août dans le Midi, favorisant l'apaisement dans les campagnes. Le vote de la Déclaration des droits de l'homme et du citoyen, entre le 20 et le 26 août, connu à Toulouse au début du mois de septembre, est bien accueilli.

## Les nouvelles institutions: 1789-1791

### Les nouveaux modes d'expression: journaux et clubs
La liberté de la presse favorise la multiplication des journaux. À Toulouse, les Affiches de Toulouse qui ont gagné en liberté de ton, deviennent, en décembre 1789, le Journal universel, et Affiches de Toulouse et du Languedoc. Il s'ajoute un nouveau venu, Le Nouvelliste national, ou Journal de Toulouse, publié quotidiennement à partir de novembre 1790. Ces deux journaux, les plus influents, tirent à 600 exemplaires environ – encore chaque feuille est-elle lue, en moyenne, par dix personnes. Le 1er février 1791 paraît un journal en occitan, l'Homé franc, qui se donne pour but de répandre les idées révolutionnaires parmi les « gens de mestié » toulousains. Mais ce sont surtout les journaux parisiens qui connaissent le développement le plus grand. De plus, la liberté d'expression a pourtant du mal à s'établir tout de suite : le 30 décembre 1789 et le 27 janvier 1790, Jean-Baptiste Brouilhet, le rédacteur du Journal universel, est condamné par le parlement pour avoir critiqué les réserves des parlementaires vis-à-vis de la Révolution – Brouilhet sera réhabilité par l'assemblée nationale le 27 août 1792.
Les premiers clubs apparaissent dans le Midi toulousain au printemps 1790 : 20 sont fondés en 1790, 17 en 1791 et 3 en 1792. Le premier est la société des Amis de la Constitution, devenue ensuite Société populaire, fondée le 3 mai 1790 à Rodez par le pharmacien Richard, et qui fait suite à un cercle politique créé en juillet 1789. Le premier club toulousain est fondé trois jours plus tard, le 6 mai, lorsque 16 citoyens se réunissent chez le cordonnier Faulin, rue Neuve-des-Jacobins (actuelle rue Joseph-Lakanal). La société des Amis de la Constitution est à l'origine un club assez bourgeois, dont le droit d'admission, de 3 livres, et d'abonnement mensuel de 24 sous, est assez élevé. Il s'affilie rapidement au Club des Jacobins de Paris. Il se développe et absorbe même d'autres clubs plus petits, tel le club du Café national, animé par l'avocat Jacques-Marie Rouzet. Par la suite, les réunions se tiennent plus souvent dans une salle du Collège royal (actuel collège Pierre-de-Fermat, no 3 rue Joseph-Lakanal) ou de l'hôtel de la sénéchaussée (actuel no 17 rue Charles-de-Rémusat).

### La municipalité toulousaine: la disparition du capitoulat

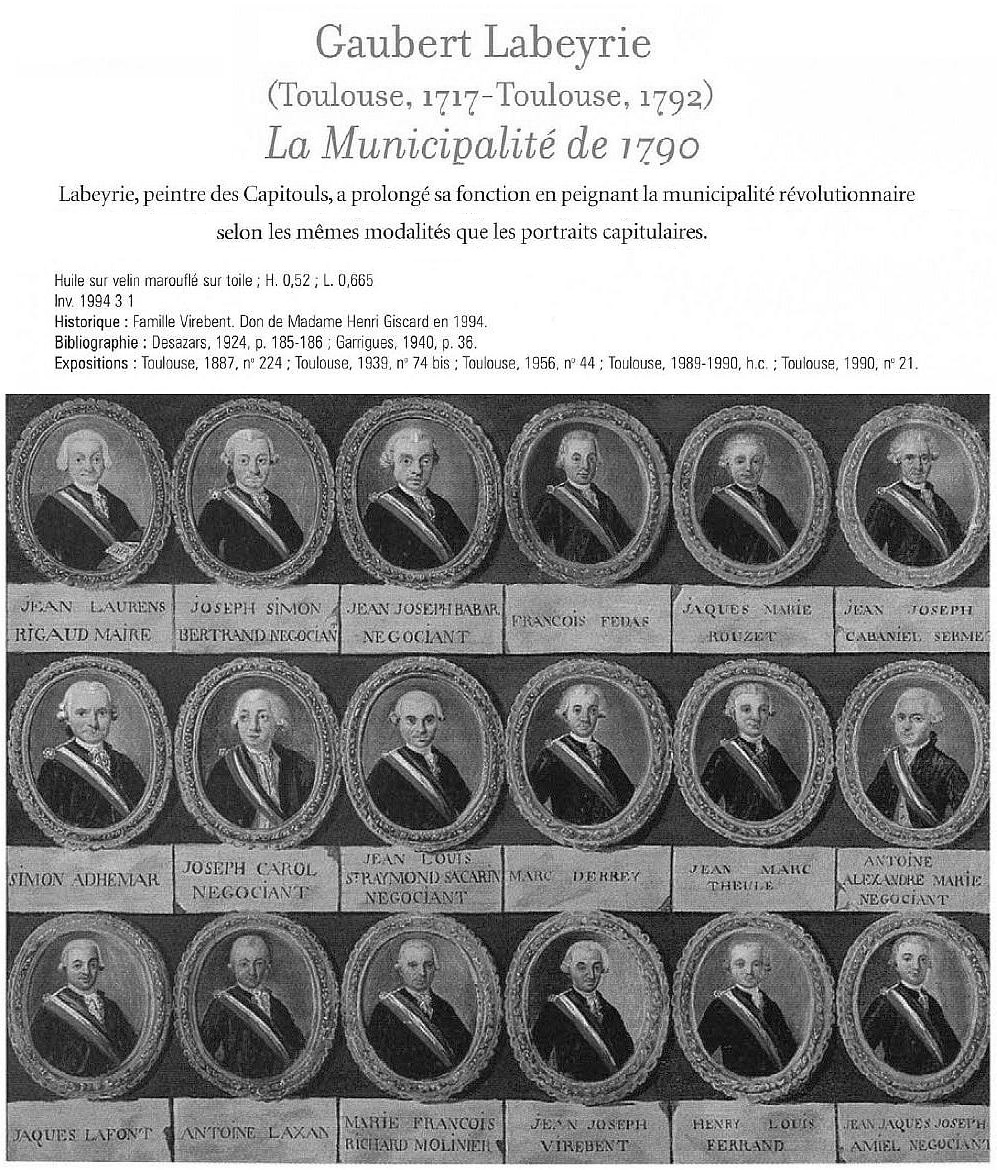
Le conseil général de la commune de 1790, par Gaubert Labeyrie (1790, musée des Augustins).

À l'été 1789, la ville de Toulouse reste gouvernée par les capitouls élus en 1787 : Philippe de Bonfontan, Tristan de Caulet, Joseph-Marie Duroux, Joseph-François de Gounon, Marie-David-César-Auguste Manent, Bertrand-Joseph-Augustin Merle, Moysset et François-Ignace Sénovert. Mais, sous la pression de la population qui, depuis les élections des députés aux États généraux, au mois d'avril, continue à s'assembler régulièrement dans les quartiers, les capitouls sont forcés de convoquer des conseils de ville élargis où siègent des représentants des artisans et des commerçants : ainsi, le 26 novembre 1789, il y a pas moins de 200 personnes présentes. De nouveaux personnages, les « patriotes » toulousains, s'y font connaître, comme l'abbé Paul-Benoît Barthe, doyen de la faculté de théologie, Hyacinthe Sermet, prieur du couvent des carmes déchaussés et provincial d'Aquitaine, ainsi que Jean-Baptiste Mailhe, Michel-Athanase Malpel, Jean-Antoine Romiguières et Jacques-Marie Rouzet, avocats au parlement tous les quatre,.
Mais le capitoulat ne peut subsister, alors que dans tout le Midi toulousain les anciens consulats et les administrations municipales de l'Ancien Régime disparaissent au profit de municipalités renouvelées et dominées par les patriotes. Le 14 décembre 1789, le décret sur les municipalités des communes supprime les prérogatives des capitouls et institue une assemblée élue, le conseil général de la commune, composé de 18 membres, officiers municipaux élus pour deux ans au suffrage direct. Le bureau municipal est présidé par le maire, également élu pour deux ans au suffrage direct par tous les électeurs – et non par le conseil général de la commune. Il a à ses côtés un procureur de la commune, élu dans les mêmes conditions. Le bureau municipal a pour mission de répartir et percevoir les impôts, faire exécuter les lois, assurer les services de la police et d'assistance, et gérer les biens de la communauté.
Dans le Midi toulousain, les élections se tiennent à partir de janvier 1790 : à Toulouse, elles commencent le 19 janvier et se tiennent dans chaque section de la ville. Le 29 janvier est élu le premier maire de Toulouse, Joseph de Rigaud, professeur à la faculté de droit. Il a pour procureur Dupuy, ancien syndic des capitouls. Parmi les 16 autres membres du conseil général de la commune, élus après plusieurs tours de scrutins dans les jours suivants, on compte deux anciens capitouls – Pierre-Alexandre Gary et Antoine Chauliac –, neuf négociants, dont deux anciens prieurs de la bourse des marchands, quatre avocats, et même un protestant, Antoine Alexandre Marié. Le 17 février, les capitouls tiennent leur dernier conseil ; le 28, les membres du conseil général de la commune prêtent ensemble serment dans la salle du Grand Consistoire du Capitole.

### La garde nationale
La garde bourgeoise, formée le 20 juillet, s'organise en adoptant en partie le modèle de la garde nationale parisienne formée après le 13 juillet. En août, la garde toulousaine est divisée en quinze « légions » recrutées dans les limites des capitoulats, certains ne formant qu'une seule légion, d'autres en recrutant plusieurs (trois à Saint-Étienne, deux à Saint-Barthélémy). Les chefs, élus, sont généralement choisis dans la noblesse, comme le comte Józef Potocki (pl), colonel de la légion de la Daurade, Augustin Charles Louis d'Aspe de Meillan, président à mortier et colonel de la 2e légion de Saint-Barthélémy, le comte Jean-Baptiste du Barry, colonel de la légion de Saint-Sernin, ou encore le marquis de Gramont, le marquis de Montlezun et le marquis de Caumels. Enfin, le commandement de la garde bourgeoise en chef est confié au « chevalier de Cambon », Louis-Alexandre de Cambon, fils du premier président au parlement, Jean-Louis Emmanuel Augustin de Cambon. Cependant, la composition sociologique et politique des légions toulousaines est assez variée : si les légions de Saint-Barthélémy sont assez aristocratiques, monarchistes et liées au parlement, celle de Saint-Nicolas, recrutée à Saint-Cyprien, est très patriote.
Le mouvement de création de ces gardes nationales est extrêmement puissant dans le Midi toulousain, où naît l'idée d'une fédération des gardes nationales, formée de patriotes et capable de défendre les acquis de la Révolution. Le 9 août 1789, le village languedocien du Peyrat, dans le pays d'Olmes, propose une « Fédération des Pyrénées » formée par les gardes nationales de plusieurs villages et villes des régions de Mirepoix, Bélesta et Sault. Elle est dirigée par un état-major dirigé par un colonel-général et un comité élu composé de sept membres élus, qui peuvent prendre des décisions par ordonnance : on y trouve Joseph Belot de La Digne et Rouzaud. Le projet est envoyé à l'assemblée nationale et aux principales villes du royaume. Dans les mois qui suivent, la multiplication des fédérations aboutit, à Toulouse, à une fédération régionale le 4 juillet 1790, suivie à Paris de la fédération nationale le 14 juillet 1790. La fête toulousaine réunit sur l'Esplanade (actuel Boulingrin) les représentants de 40 000 gardes nationales des départements de l'Ariège, de l'Aude, de l'Aveyron, de la Haute-Garonne, du Gers, du Lot, du Lot-et-Garonne et du Tarn.
Durant l'été 1790, l'assemblée nationale s'efforce, par les décrets des 12 juin et 19 juillet 1790, d'uniformiser les gardes nationales et de leur donner un règlement unique, en les soumettant aux conseils généraux de la commune et en limitant leur recrutement aux seuls citoyens actifs. Ils sont cependant assez mal appliqués. À Toulouse persistent de profondes différences entre les différentes légions et des conflits éclatent régulièrement entre la légion de Saint-Barthélémy – la « légion noire »  – et la légion de Saint-Nicolas. Après le meurtre de deux légionnaires de Saint-Nicolas, le 17 mars 1791, le conseil général de la Haute-Garonne prononce, le 19 avril, la dissolution de la légion de Saint-Barthélémy : réunie place de la Liberté (actuelle place du Capitole), ses membres sont désarmés, son drapeau brûlé, plusieurs de ses chefs emprisonnés.

### La réforme territoriale et la fin du parlement
Le 17 août 1789, le député Nicolas Bergasse demande une profonde réforme judiciaire. En attendant le vote de la loi sur l'organisation judiciaire, le 16 août 1790, le décret du 3 novembre 1789 suspend les parlements. La mise en vacances des parlements provoque l'émoi, sinon la colère des parlementaires toulousains. Au début de 1790, la chambre des vacations du parlement de Toulouse écrit au roi une lettre de protestation. Cependant, le 16 septembre 1790, tous les tribunaux et toutes les cours de justice d'Ancien Régime sont supprimées par lettres patentes. Le 25 septembre 1790, les parlementaires se prononcent « contre toutes atteintes aux droits de la couronne, contre l'anéantissement des ordres, l'envahissement de leurs propriétés et le bouleversement de la monarchie », et donc contre la suppression des parlements, prononcée par les simples « députés des bailliages », coupables d'avoir outrepassé leurs pouvoirs, et, deux jours plus tard, le procureur général Louis Emmanuel de Rességuier refuse de les transcrire. Le 8 octobre, l'assemblée nationale constituante décide l'arrestation des membres de la chambre des vacations de Toulouse, coupables « de rébellion et de forfaiture », pour qu'ils soient menés à Orléans où ils doivent être jugés par la Haute Cour nationale : profitant des tergiversations de la municipalité toulousaine, la plupart se cachent ou émigrent en Espagne,.

Carte du département de la Haute-Garonne, vers 1790/1793 (Atlas national de France, archives nationales).

Dans le même temps, l'assemblée nationale met en place une profonde réforme territoriale, fondée sur la définition de circonscriptions administratives rationnelles, les départements, divisés en districts. Le département de la Haute-Garonne conserve la vallée de la Garonne, des Pyrénées aux limites du Quercy. Face aux réclamations de Saint-Gaudens et de Montauban, qui veulent leur propre département, un comité de 36 membres est constitué pour défendre les intérêts de la ville de Toulouse devant l'assemblée nationale. C'est finalement le décret du 23 janvier 1790 qui forme le département de Toulouse, appelé « Haute-Garonne » par décret du 29 février. Il est administré par un conseil général de département de 36 membres, élus pour deux ans par l'assemblée électorale de département. Le directoire du département est l'agent d'exécution de la politique départementale, assisté d'un procureur général syndic, élu pour quatre ans. Enfin, le département est divisé en 9 districts : Toulouse, Beaumont-de-Lomagne, Castelsarrasin, Grenade, Muret, Revel, Rieux, Saint-Gaudens et Villefranche-de-Lauragais. Il est administré de la même manière que le département.
Les élections aux conseils généraux des départements et des districts se tiennent au printemps et à l'été 1790. En Haute-Garonne, les électeurs s'efforcent d'écarter les Toulousains : aussi la ville ne compte-t-elle qu'un seul membre au directoire du département, un ancien capitoul, Antoine Chauliac, tandis que l'avocat patriote Jean-Baptiste Mailhe est élu procureur général syndic. Au conseil de district de Toulouse, élu le 23 août 1790, Philippe-Isidore Picot de Lapeyrouse est choisi comme président, et l'avocat Michel-Athanase Malpel procureur syndic. Ainsi, les administrations du département et du district restent dominées par des modérés, alors que la ville même de Toulouse est plutôt tenue par les patriotes.
Enfin, les lois des 16 et 24 août 1790 et des 7 février et 16 septembre 1791 organisent l'administration judiciaire du royaume. Toulouse, privée de son parlement, devient le siège du tribunal de district et du tribunal criminel du département. Le personnel judiciaire est élu et recruté parmi les hommes de loi, anciens juges, avocats ou notaires, mais les anciens parlementaires en sont complètement écartés. Le 7 janvier 1792, le tribunal criminel est officiellement installé dans le palais du parlement.

### La longue et difficile réforme religieuse

#### Les besoins de réforme ecclésiastique
Les décrets du 4 août ont supprimé les privilèges de l'Église. Les dîmes sont maintenues, en attendant d'être remplacées par une nouvelle contribution aux besoins du culte et de l'entretien des établissements religieux. Mais, le 10 octobre 1789, l'évêque d'Autun, Charles-Maurice de Talleyrand-Périgord, propose que les biens du clergé soient mis à la disposition de la Nation : le décret est adopte le 2 novembre, préparant la rédaction d'une constitution civile. L'inquiétude gagne une partie du clergé du diocèse de Toulouse, dont une assemblée se tient au même moment, et qui élit huit commissaires chargés de faire entendre la voix du clergé toulousain « sur les intérêts spirituels et temporels de l'Église et du clergé ». Le 17 octobre, des curés du diocèse, réunis au séminaire de Toulouse, publient une nouvelle déclaration, qui accepte la suppression des privilèges et l'égalité des citoyens, tout en refusant la perte des biens ecclésiastiques. Le 29 janvier 1790, une nouvelle réunion de curés de la sénéchaussée proteste contre les refus de verser les dîmes alors que le clergé n'est pas encore financé par l'État.
Le 13 février 1790, l'assemblée nationale adopte un décret qui interdit les vœux monastiques et supprime les congrégations qui n'ont pas d'activité hospitalière, charitable ou enseignante. Les patriotes en sont satisfaits – ainsi, les Affiches de Toulouse affirment que « la raison vient enfin de détruire ces scandaleuses institutions ». Mais dans le Midi toulousain et à Toulouse même, où les couvents sont très nombreux, les protestations s'élèvent rapidement. Le 14 mars 1790, la légion de la garde nationale de Saint-Sernin appuie une pétition favorable au maintien du chapitre régulier de Saint-Sernin. Les 18 et 20 avril, deux assemblées de prêtres et de laïcs se réunissent en faveur de la conservation des ordres religieux. À Montauban, les tensions s'accroissent entre les patriotes, dirigés par un protestant, André Jeanbon Saint-André, et les contre-révolutionnaires, qui regroupent de nombreux catholiques autour des aristocrates de la ville : elles débouchent le 10 mai sur un affrontement violent, qui ne s'apaise que le 29 mai, après l'intervention de la garde nationale bordelaise. D'autres graves incidents ont également lieu à Castres, le 18 avril, ou à Nîmes, entre les 13 et 15 juin.

#### La constitution civile du clergé

Pourcentage de prêtres jureurs par département en 1791.

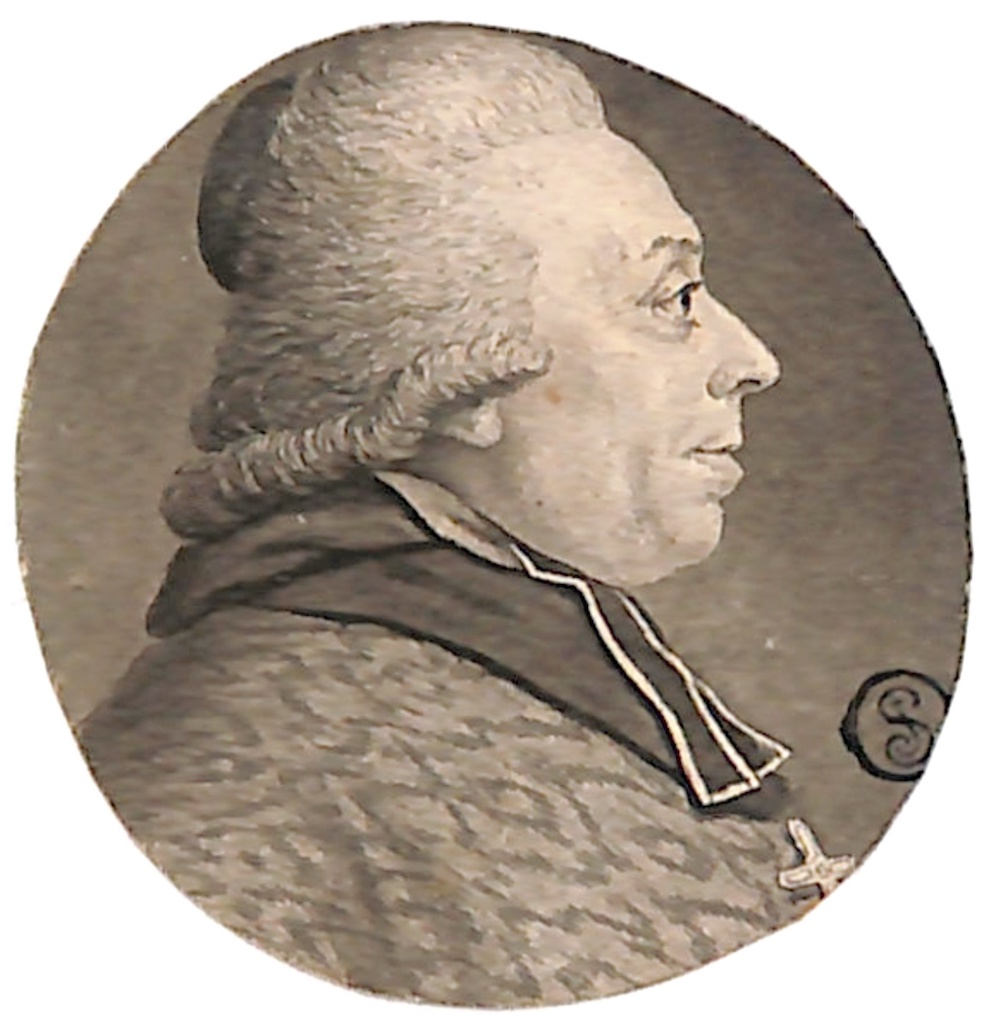
Portrait d'Hyacinthe Sermet, évêque constitutionnel de la Haute-Garonne, au physionotrace (fin du XVIIIe siècle).

La constitution civile du clergé, votée le 12 juillet 1790 par l'assemblée nationale, doit donner une réponse à la question du financement de l'Église. L'organisation est calquée sur la division administrative de la France, avec un évêché par département et dix arrondissements métropolitains : ainsi, Toulouse devient le siège de l'« évêché métropolitain du Sud ». Les curés et les évêques deviennent des fonctionnaires, élus par les assemblées électorales ordinaires de district et de département – qui peuvent donc comprendre des non catholiques –, rémunérés par l'État et devant prêter un serment civique. Enfin, ils leur est interdit de demander confirmation de leur élection au pape, en rupture avec le concordat de Bologne conclu en 1516. Dans le Midi toulousain, la constitution civile rencontre l'hostilité du clergé : l'Assocatio amicorum (Aa), une association secrète de spiritualité, engage les prêtres à refuser de prêter serment ou du moins à se rétracter. Le 19 janvier 1791, l'archevêque de Toulouse, François de Fontanges, refuse le serment, imité par l'archevêque d'Albi, le cardinal François-Joachim de Pierre de Bernis, et par les évêques de Rodez, Montauban, Cahors, Pamiers, Auch, Tarbes, ainsi que par les évêques des évêchés supprimés – Comminges, Couserans, Lombez, Lectoure, Condom, Lavaur, Vabres, Castres, Saint-Papoul et Mirepoix. Il faut donc procéder à de nouvelles élections. À Toulouse, c'est d'abord Loménie de Brienne, qui avait déjà été archevêque de Toulouse entre 1763 et 1788, est choisi comme évêque et métropolitain du Sud. À la suite de son refus, une nouvelle assemblée électorale élit, le 28 mars 1791, Hyacinthe Sermet, prieur des carmes déchaussés.
La tardive condamnation par le pape Pie VI de la constitution civile du clergé, par le bref Quod Aliquantum du 10 mars et sa lettre apostolique Caritas du 13 avril 1791, accroît les tensions dans le clergé méridional. En Haute-Garonne, on compte 441 curés jureurs et 660 réfractaires. En janvier 1792, les premiers restent encore en nombre insuffisant pour encadrer toutes les paroisses du département : aussi, aux 550 curés jureurs s'ajoutent 281 insermentés, qui poursuivent leurs fonctions. Ces derniers, s'ils ont perdu tout traitement de l'État et ne conservent qu'une faible pension, s'organisent, sous l'impulsion de l'Assocatio amicorum (Aa) et, se placent sous la direction d'un conseil de confiance et de direction. La population se fracture, car si elle se montre en général hostile aux curés constitutionnels, les clubs dénoncent les réfractaires : le 2 août 1791, la société des Amis de la Constitution de Toulouse demande au directoire du département d'éloigner les évêques, vicaires et curés insermentés.

#### La vente des biens du clergé
Enfin, la vente des biens du clergé est organisée dès 1790. À Toulouse, on procède au recensement à partir du 4 mai 1790. La première vente aux enchères a lieu le 9 janvier 1791 : une terre appartenant au couvent des Minimes, les immeubles des chanoinesses de Saint-Sernin, des Grands-Carmes et des Trinitaires. Les plus grands bâtiments, qui ne trouvent pas facilement acquéreurs, sont achetés par la municipalité ou restent la propriété de l'État. En Haute-Garonne, les adjudications rapportent 15 000 000 de livres environ.

### La destruction du «régime féodal»
Dans les campagnes toulousaines, l'abolition partielle des droits seigneuriaux et féodaux, qui doivent être rachetés par les communautés paysannes à leurs seigneurs, provoquent de l'agitation. Le 8 janvier 1791, à Buzet-sur-Tarn, une émeute éclate contre Roger Valentin, comte de Clarac et baron de Roquesérière. Elle a pour origine l'arrivée au château de deux « étrangers », Étienne-Henri, marquis d’Escayrac, et son secrétaire, M. Caminel, soupçonnés de comploter contre la Révolution : devant le refus du comte de laisser les gardes nationales perquisitionner le château, il est attaqué et incendié. Étienne Henri d'Escayrac est tué et Charles de Clarac, épargné à la suite de l'intervention des gardes nationales de Lavaur et de Saint-Sulpice, fuit à Toulouse, d'où il émigre en Suisse,.

## La monarchie constitutionnelle: 1791-1792

### Une monarchie en crise
Les oppositions à la Révolution s'accroissent à l'extérieur de la France, où ont émigré de nombreux nobles, privés de leurs privilèges et de leurs droits seigneuriaux, ou membres du parlement sans emploi, mais aussi prêtres, religieux et religieuses opposés à la constitution civile du clergé. En mai 1791, l'avocat Fauré, favorable à la Contre-Révolution, explique que « tandis que l'on est dans des perplexités au dedans, il se fait les plus grands préparatifs au dehors. Les frontières fourmillent de troupes qui doivent fondre en même temps sur le royaume. Quelles seront les suites de cette invasion ? [...] Les parlements seront rétablis de suite. Je crois que cela est absolument indispensable pour chasser les brigands ».

#### La fuite de Varennes et ses conséquences
En juin 1791, la fuite du roi à Varennes provoque de l'agitation à Toulouse dans sa région. La nouvelle est connue le 24 juin à Montauban et Toulouse et, dans les deux villes, les gardes nationales et l'armée sont mises sur pied. La fuite, cependant, est présentée comme un enlèvement : le 26 juin, le président de la Société des amis de la Constitution – les Jacobins de Toulouse –, Descombels, écrit à l'assemblée constituante qu'il se refuse à croire que ce n'est pas « la force et la violence la plus criminelle, d'accord avec une méditation réfléchie du complot le plus horrible, ne l'aient pas seuls enlevé du milieu de son peuple ». Le même jour parvient la nouvelle, envoyée par le ministre de l'Intérieur, Nicolas de Valdec de Lessart, que le roi a été rejoint à Varennes : des manifestations de joie éclatent en ville,.
Mais déjà, depuis le 25 juin, la sincérité de Louis XVI est remise en cause. À la Société populaire, un orateur demande qu'on enlève les armoiries royales et qu'on inscrive à la place la devise « Vivre libre ou mourir ». Le directoire du département de la Haute-Garonne fait écrire directement à la municipalité de Varennes-en-Argonne, qui lui envoie le 7 juillet le procès-verbal de l'arrestation de Louis XVI.

#### La levée des volontaires
Le 13 juin 1791, l'assemblée constituante, devant faire face à la désorganisation de l'armée, due à l'émigration de nombreux officiers et aux désertions, décide d'une « conscription libre de gardes nationaux », afin de former des bataillons de volontaires nationaux. En août, le nombre total des bataillons est fixé à 175, composés de 574 hommes chacun, répartis entre les départements selon leur population.
Dans le Midi, la formation des bataillons reste difficile. En Haute-Garonne, alors qu'il faut réunir sept bataillons, le premier n'est pas formé avant la fin de l'année. Le 15 juillet, Dominique Dupuy, fils d'un boulanger toulousain, ancien soldat au régiment d'Artois, s'exprime devant la société des Amis de la Constitution de Toulouse. Le 27 septembre, il s'adresse au directoire du département. En novembre, le nombre de volontaires est suffisant, mais on constate qu'ils n'ont pas d'armes. Enfin, le 2 décembre, le bataillon est organisé et procède à l'élection de ses chefs, Guy-Marie Viçoze, lieutenant-colonel en premier, et Dominique Dupuy, lieutenant-colonel en second. Le 2e bataillon est formé le 24 janvier 1792 avec, le 3e bataillon le 12 février 1792.
En Haute-Garonne, dans un contexte de montée des tensions entre la France et ses voisins, le recrutement des bataillons de volontaires s'accélère : le 4e bataillon, avec Marie Étienne de Barbot comme lieutenant-colonel en second, est levé le 8 mars 1792, le 5e bataillon le 10 mars, le 6e bataillon le 27 mars, le 7e bataillon enfin le 15 avril. Le 20 avril 1792, Louis XVI déclare la guerre au « roi de Bohême et de Hongrie », Joseph II. Après la déclaration de guerre, ce sont deux bataillons supplémentaires qui sont levés. Il faut y ajouter le 1er bataillon de chasseurs, ainsi que les 1re et 2e compagnies de chasseurs, formées le 14 juillet 1792.

#### Les élections de septembre 1791
Entre les 4 et 7 septembre, des élections législatives se tiennent à Toulouse afin d'élire les députés de l'assemblée législative, convoquée à la suite de l'approbation, par Louis XVI, de la constitution et sa promulgation le 14 septembre. Les élus de la Haute-Garonne sont François-Marie Cailhasson, Jean-François Delmas, Jean-Barthélémy Cazes, Guillaume Louis Dorliac, Jean-Antoine Girard, Pierre Gonyn, Jean-Baptiste Mailhe, Catherine-Dominique de Pérignon, Joseph-Étienne Projean, Jean-Pierre Rouède, Jean-Marie Theule et Guillaume Veirieu.
À l'automne, les conseils municipaux, départementaux et de districts sont également renouvelés. À Toulouse, plusieurs jacobins sont élus, tels Marc Derrey et Henri-Louis Ferrand. Les administrations du département et du district, en revanche, restent dominées par des modérés.

#### La question religieuse
Pendant l'hiver 1791-1792, la question religieuse reste le problème central de la vie politique dans le Midi toulousain. Le 2 août 1791, le directoire du département de la Haute-Garonne ordonne aux prêtres réfractaires de ne plus résider dans les lieux où ils ont exercé leur charge, mais de se retirer dans leurs familles ou à Toulouse : finalement, le 22 août, il est interdit aux prêtres toulousains de rester à Toulouse. Ces mesures, illégales, montrent la puissance des patriotes dans la ville, mais aussi l'influence conservée par le clergé réfractaire dans les campagnes toulousaines. Des incidents éclatent d'ailleurs lors de l'installation de curés constitutionnels : ainsi, à Seysses, Montaut, Baziège, ils ne peuvent pas prendre leurs fonctions, tandis que, dans le district de Saint-Gaudens, le procureur signale que la population ne fait pas appel à eux pour les baptêmes, les mariages et l'extrême-onction. Certaines municipalités refusent également de faire appliquer les arrêtés des 2 et 22 août comme à Villeneuve-de-Rivière où, le 20 mai 1792, le directoire du département envoie un détachement du 15e régiment de dragons, et Muret où, le 21 mai, il envoie 200 gardes nationales pour les faire respecter. Le 24 février 1792, le directoire du département réitère ses interdictions, mais il est désavoué le 20 mars suivant par le ministre de l'Intérieur, Jean-Marie Roland. Le directoire du département refuse de se soumettre, considérant qu'« il n'est pas une municipalité qui n'ait pas vu le curé constitutionnel insulté, bafoué et maltraité par une partie du peuple, lorsque le ci-devant curé remplacé restait dans la paroisse ».
L'Église réfractaire, quant à elle, s'organise avec le soutien actif de l'ancien archevêque, François de Fontanges. Les quatre vicaires généraux du diocèse ayant été obligés de quitter Toulouse, il les remplace secrètement par le curé de Grenade, Carrière, le curé de Gardouch, Antoine Saltel, le curé de Saint-Germier, à Muret, Jean Monjousieu, et un chanoine de Saint-Étienne, Jean-Marie-Philippe du Bourg. L'Assocatio amicorum (Aa) non seulement encourage les ecclésiastiques à refuser le serment, mais surtout organise l'assistance aux réfractaires. Elle interdit également aux réfractaires de célébrer le culte dans les églises paroissiales, comme l'avait concédé l'assemblée nationale, afin de rompre tout lien avec le clergé constitutionnel.

### De la déclaration de guerre à la fin de la monarchie

#### Les premiers mois de la guerre (avril-juillet 1792)
Le 20 avril 1792, Louis XVI déclare la guerre au « roi de Bohême et de Hongrie », Joseph II. Après la déclaration de guerre, ce sont deux bataillons supplémentaires qui sont levés. Il faut y ajouter le 1er bataillon de chasseurs, ainsi que les 1re et 2e compagnies de chasseurs, formées le 14 juillet 1792. Ils sont intégrés à l'armée du Midi, créée par décret du 13 avril 1792 et placée sous les ordres du lieutenant général Anne-Pierre de Montesquiou-Fézensac.

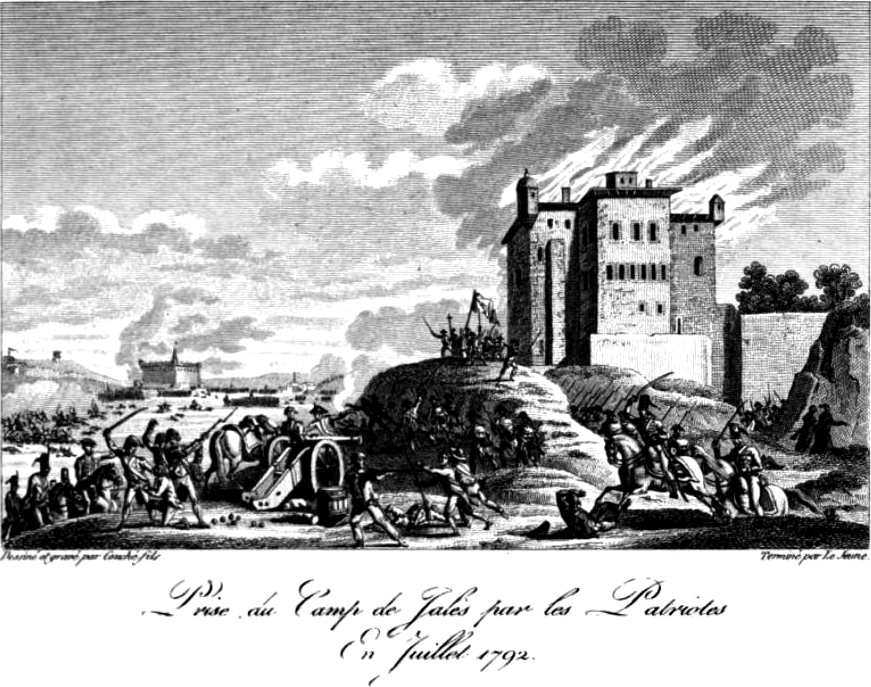
Prise du Camp de Jalès par les Patriotes / En Juillet 1792, in Jacques-Antoine Dulaure, Esquisses historiques des principaux événemens de la révolution (1823).

Une armée des Pyrénées est constituée dès mars 1792, quoique l'Espagne reste en paix. De plus, les volontaires, qui restent majoritairement dans la région et ne se portent pas, comme les volontaires des Bouches-du-Rhône, à Paris, sont d'abord utilisés pour réprimer les contre-révolutionnaires. Ainsi, le 1er bataillon de volontaires est d'abord envoyé à Perpignan, dans les Pyrénées-Orientales. Mais, le 20 juin, il est dirigé vers le Var, aux frontières du royaume de Piémont-Sardaigne, dont le roi, Victor-Amédée III, fait des préparatifs pour la guerre. En passant à Nîmes, il est détourné pour lutter contre les royalistes assemblés par François-Louis de Saillans au camp de Jalès.
Dans le nord de la France, la dégradation de la situation militaire et, à Paris, l'accroissement des tensions mènent à une première émeute le 20 juin, puis à la journée du 10 août et à la destitution de Louis XVI. À Toulouse, les événements du 20 juin, connus au bout de 5 jours, sont approuvés par l'administration du conseil général de la commune, l'attitude du roi condamnée. La proclamation de la « Patrie en danger », connue le 15 juillet, cause une mobilisation des autorités révolutionnaires : le procureur général syndic de la Haute-Garonne requiert la mise en permanence du département et du district, et ordonne aux municipalités de fournir un recensement des citoyens capables de porter des armes et propriétaires d'armes et de munitions.

#### La chute de la monarchie et ses conséquences toulousaines (août 1792)
Dès le 3 août, la société des Amis de la Constitution de Toulouse réclame la déchéance de Louis XVI. Le 14, on apprend sa destitution et son emprisonnement. La société des Amis de la Constitution change son nom pour celui des Amis de la Révolution. Elle obtient du conseil général de la commune la destruction de « toutes statues, obélisques et autres monuments commémorant le despotisme ». La statue de Louis XIII, sur la place Mage, le buste de Louis XIV, à l'hôtel-de-ville, l'obélisque du parlement, place du Salin, sont abattus, les armoiries des capitouls, sur les divers monuments de la ville, martelées. Le 26 août, à l'annonce de la fuite de La Fayette, son portrait est brûlé. Parallèlement, le port de la cocarde tricolore devient obligatoire dans les rues de Toulouse.
Face aux craintes du développement d'actions monarchistes et contre-révolutionnaires, un comité central des sections est formé le 1er septembre. Il crée un comité de surveillance, chargé de délivrer des certificats de civisme, d'opérer des visites au domicile des « suspects » et, le cas échéant, de les arrêter. Les prêtres réfractaires sont les principales personnes visées par ces décisions, mais ils ne sont généralement pas emprisonnés, mais exilés : en septembre 1792, 323 ecclésiastiques (dont un quart ne sont pas originaires du département) obtiennent de la municipalité toulousaine un passeport pour l'étranger. La plupart se rendent en Espagne, à Vic, où l'Assocatio amicorum (Aa) les regroupe.

#### Les élections à la Convention (septembre 1792)
Les élections à l'assemblée nationale se déroulent au suffrage universel masculin de tous les Français âgés de 21 ans, domiciliés depuis un an et n'étant pas domestiques. Les assemblées primaires se tiennent du 26 au 29 août et regroupent les citoyens d'un même canton pour désigner, pour les représenter, un citoyen électeur sur cent. Ensuite, l'assemblée électorale, tenue du 2 au 11 septembre à Rieux, dans le palais de l'évêché, regroupe ces citoyens électeurs pour élire les douze députés de la Haute-Garonne à l'assemblée nationale. En Haute-Garonne, cependant, les citoyens suspects d'aristocratie sont souvent exclus des assemblées primaires, les citoyens devant jurer de « maintenir la liberté et l'égalité ». Ainsi, la société des Amis de la Révolution de Toulouse fait imprimer une liste des citoyens électeurs qu'il ne faut pas choisir.
En conséquence, la région toulousaine est marquée par une très forte abstention. Lors des assemblées primaires, il y a, à Montauban, 791 votants pour un corps électoral de 7 000 personnes. Pour l'assemblée électorale de la Haute-Garonne, il n'y a le 2 septembre que 711 présents sur les 806 électeurs désignés. Jean-François Delmas, officier à la garde nationale de Toulouse, Jean-Baptiste Mailhe, avocat et journaliste, Emmanuel Pérès de Lagesse, député du tiers état pour les pays de Rivière-Verdun, puis maire de Boulogne-sur-Gesse, et Joseph-Étienne Projean, commandant de la garde nationale de Carbonne, sont élus au premier tour, à la quasi unanimité. Aux tours suivants sont élus Jean Julien « de Toulouse », pasteur et membre du directoire du département de la Haute-Garonne, Jacques-Marie Rouzet, avocat, officier municipal de la ville de Toulouse en 1790, puis procureur-syndic du district de Toulouse, et enfin professeur de droit français à la faculté, Julien Mazade, avocat, puis commissaire du roi au tribunal de Castelsarrasin, Jean-Marie Calès, médecin et procureur-syndic du district de Revel, Louis-Bernard Aÿral, capitaine de marine et médecin à Saint-Nicolas-de-la-Grave, Antoine Estadens, maître des postes, maire et commandant de la garde nationale de Baziège, Claude-Louis-Michel de Sacy, commandant de la garde nationale de Muret, Philippe Drulhe, curé constitutionnel de Notre-Dame-du-Taur.

## La Convention et la Terreur: 1792-1794

### Le procès et la mort de Louis XVI

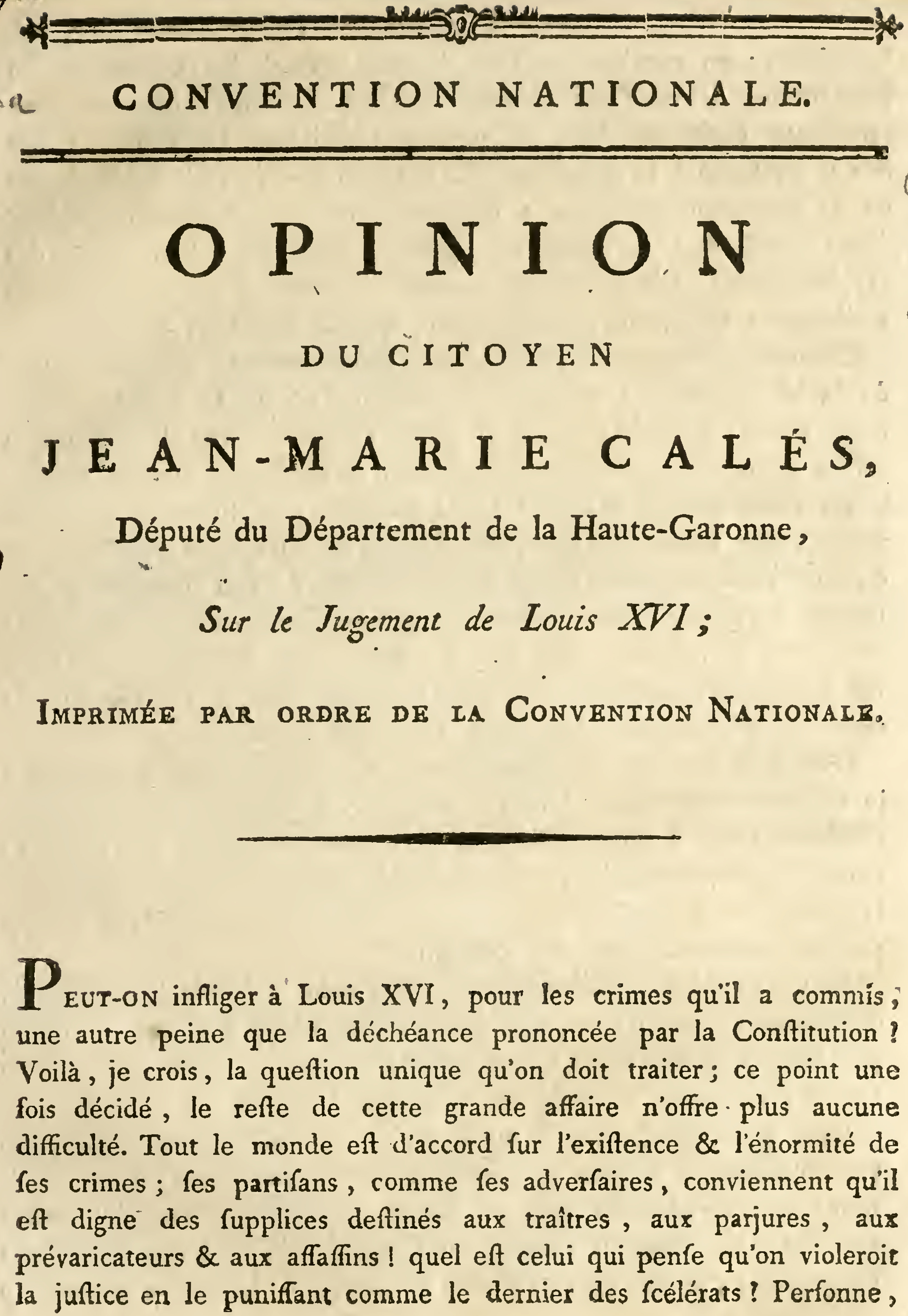
Opinion du citoyen Jean-Marie Calès [...] sur le jugement de Louis XVI, imprimée par ordre de la Convention nationale (1793).

À la suite de l'arrestation de Louis XVI se pose la question de juger le roi. La Convention charge le comité de législation d'étudier si, malgré l'inviolabilité de la personne royale garantie par la constitution de 1791, il peut être mis en accusation. C'est Jean-Baptiste Mailhe qui présente, le 7 novembre 1792, le Rapport sur les questions relatives au jugement de Louis XVI, posant deux questions : « Louis XVI est-il jugeable pour les crimes qu'on lui impute d'avoir commis sur le trône constitutionnel ? Par qui doit-il être jugé ? », y répondant en affirmant qu'il doit être jugé, par les députés de la Convention eux-mêmes car « son inviolabilité constitutionnelle ne disparaît que devant la Nation toute entière [et] la Convention seule représente la Nation ». Le 15 janvier 1793, après avoir entendu les plaidoiries de Chrétien Guillaume de Lamoignon de Malesherbes, François Denis Tronchet et Raymond de Sèze, la Convention passe au vote, par appel nominal des députés, département par département, en se prononçant à haute voix : c'est le département de la Haute-Garonne qui est désigné par le sort pour inaugurer le vote. Jean-Baptiste Mailhe vote le premier, pour la culpabilité, contre l'appel au peuple, pour la mort, mais avec sursis. Le second, Jean-François Delmas, se prononce pour la mort sans sursis : comme lui votent Louis-Bernard Aÿral, Jean-Marie Calès, Julien de Toulouse, Joseph-Étienne Projean et Claude-Louis-Michel de Sacy. En revanche, Philippe Drulhe, Antoine Estadens, Julien Mazade-Percin, Emmanuel Pérès et Jacques-Marie Rouzet votent contre la mort et pour la détention.
Le 21 janvier 1793, Louis est guillotiné. La nouvelle de son exécution, à Toulouse, provoque l'enthousiasme des Jacobins qui, le 6 février, envoient une lettre de félicitations à la Convention. Le 9 février, le conseil général de la Haute-Garonne adresse également ses félicitations, tout comme le conseil général de la commune de Toulouse, le 12 février : « Les crimes du tyran ont justifié l'effusion de sang et l'échafaud d'un roi parjure servira de base au trône de la liberté universelle ».

### La montée des peurs

#### L'entrée en guerre contre l'Espagne et la mobilisation
Pour le Midi toulousain, l'exécution du roi a une conséquence plus grave : le 7 mars 1793, la France déclare la guerre à l'Espagne, portant la guerre sur les Pyrénées. Toulouse devient la base arrière de l'armée des Pyrénées, séparée le 30 avril en deux armées des Pyrénées occidentales et orientales. Il faut rapidement trouver des logements, des terrains d'entraînement et de manœuvres, des hôpitaux et des armes. Un grand camp militaire est établi dans la campagne toulousaine, au Mirail, placé sous le commandement du général Jean-Girard Lacuée. Les nombreux couvents toulousains sont dévolus à l'armée : le couvent des religieuses de Notre-Dame devient un hôpital militaire, le couvent des Chartreux un dépôt d'artillerie, le couvent Saint-Antoine-du-Salin une caserne (actuels no 18-20 rue Pharaon), le couvent Sainte-Claire une fonderie de canons.
La question des hommes est plus aigüe encore, les volontaires nationaux des années 1791 et 1792 étant partis sur les frontières des Alpes, du Nord et de l'Est. Le 24 février 1793, la Convention avait décrété la levée en masse de 300 000 soldats. Les modalités en sont laissées aux départements : dans le département de la Haute-Garonne, qui doit fournir 5 063 soldats, le conseil général du département décide que ce sont les municipalités qui les recrutent ou, quand l'effectif requis n'est pas atteint, les désignent. Certaines communes, où les patriotes sont nombreux, comme Lavernose et Buzet-sur-Tarn, fournissent plus que leur contingent. À Toulouse, elle est également plutôt bien accueillie, et les volontaires du département sont regroupés au camp du Mirail, puis répartis entre les deux armées des Pyrénées.
Pourtant, s'il n'y a pas dans le Midi toulousain d'insurrection comparable à celle qui éclate en Vendée, il y a bien des résistances, particulièrement dans les départements du Lot et, surtout, de l'Aveyron, provoquant l'intervention deux représentants en mission, Jean-Baptiste Bô, député de l'Aveyron, et François Chabot, député de Loir-et-Cher, ancien capucin de Rodez. Le 20 mars, à Rodez, des milliers de jeunes gens se réunissent sur la place de la cathédrale Notre-Dame, tandis que 800 soldats et plusieurs canons sont envoyés par le commandement des troupes : les combats font 18 morts et des centaines de blessés. En représailles, les bronzes et les cloches de la cathédrale sont envoyés à la fonderie de canons de Toulouse.

#### Les premiers combats

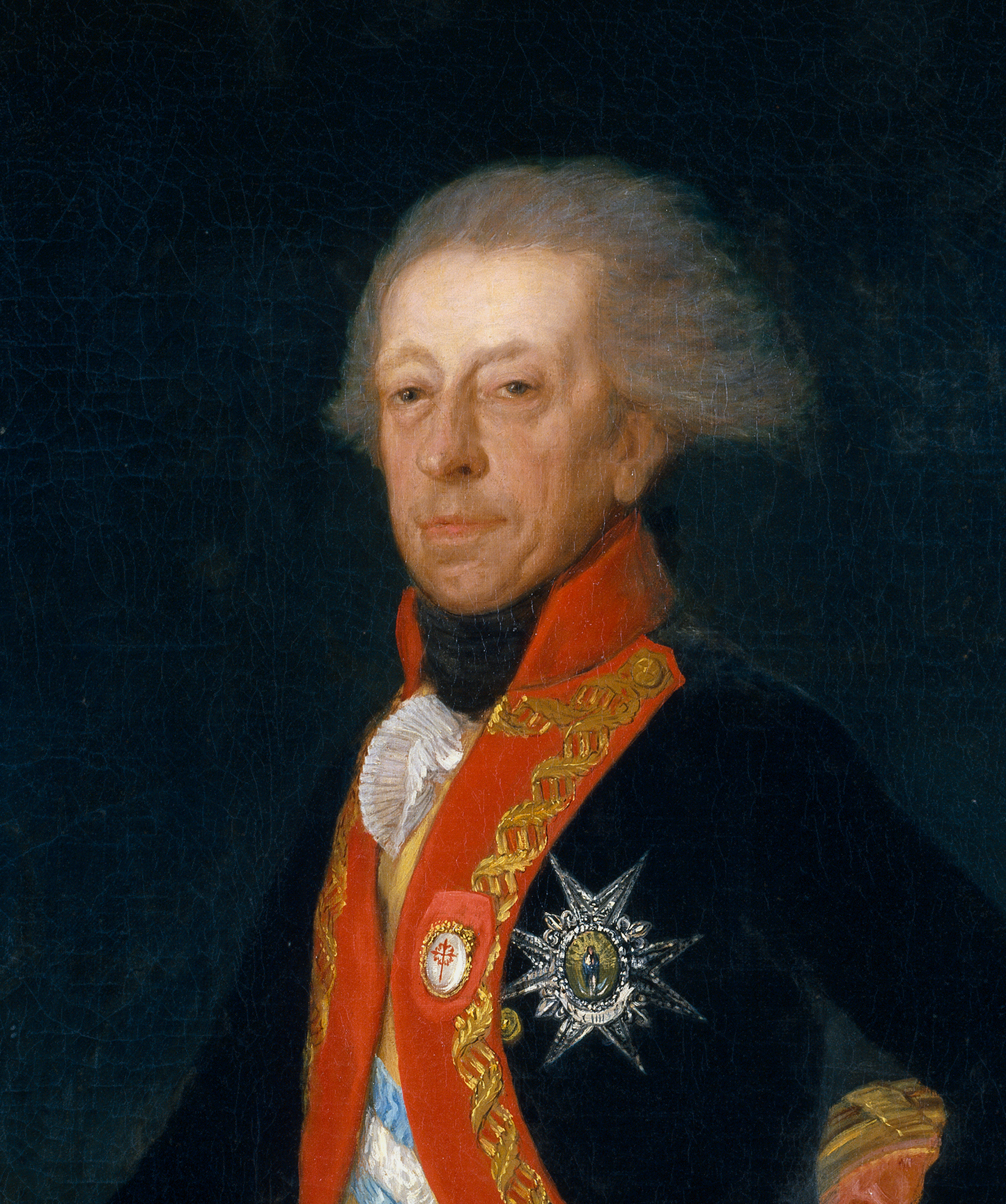
Portrait d'Antonio Ricardos par Francisco de Goya (1793, musée du Prado).

Le 17 avril 1793, les 25 000 hommes de l'armée du général espagnol Antonio Ricardos envahissent le département des Pyrénées-Orientales en entrant par Saint-Laurent-de-Cerdans, dans la haute vallée du Tech. Le 20 avril, Luis Fermín de Carvajal, comte de La Union, se présente avec 5 000 soldats devant Céret, place forte défendue par un millier de Français : ces derniers, mal préparés, sont mis en déroute et la ville est prise. Le 19 mai, l'armée espagnole vainc les troupes françaises du général Luc Dagobert à la bataille du Mas Deu, livrée dans la plaine du Roussillon, près de Thuir. Si elle se heurte à la défense de Dagobert à Perpignan du 15 au 17 juillet, elle parvient jusqu'en septembre à s'emparer de toutes les zones fortifiées de la région frontalière, ainsi que des localités de la vallée du Tech : Banyuls-dels-Aspres, Arles-sur-Tech tombent successivement aux mains des forces espagnoles.
À l'ouest des Pyrénées, la situation n'est pas brillante. En mai 1793, le général espagnol Ventura Caro s'empare de Hendaye. Il poursuit ses opérations dans le Labourd, prenant Sare, Ciboure et Bidart. Le 3 juin, 700 Français repoussent un corps de 1 800 Espagnols au combat de Baïgorry. Mais, le 6 juin, le général Ventura Caro décide d'attaquer directement le camp des troupes françaises, sur le plateau de Château-Pignon, à Saint-Michel : les troupes françaises, menées par le capitaine Bon-Adrien Jeannot de Moncey, sont débordées et doivent se replier à Saint-Jean-Pied-de-Port.

#### La loi sur le maximum
Le 4 mai 1793, la Convention décrète le « maximum » du prix des céréales. À Toulouse, les conseils généraux de la commune et du département décident d'y ajouter un « maximum » sur le bois et le charbon. L'application de la loi nécessite une organisation : des commissaires sont chargés d'acheter les grains aux paysans de la région, au prix du « maximum », établis chaque semaine, puis de les transporter à Toulouse. Mais les paysans, qui refusent de vendre à bas prix et d'être payés en assignats, cachent leur récolte. Des troubles éclatent même à Saint-Jory, Castelsarrasin, Muret.
Le 12 août 1793, pour surveiller l'application de la loi, la municipalité forme un comité des subsistances. Il est rapidement dominé par les Jacobins et animé par un négociant, Destrem. Il y gagne le surnom de « Maximum »,

### L'échec de l'insurrection fédéraliste
À Paris, les tensions s'accroissent à la Convention entre les Girondins et les Montagnards : les premiers, depuis les massacres de septembre 1792 veut réduire la capacité d'action de la Commune de Paris, et en particulier l'influence qu'elle exerce sur l'assemblée nationale. Depuis le début de l'année 1793, les motifs de crispation s'accumulent : en janvier 1793, dans le procès du roi, les Girondins ont plus voté pour l'appel au peuple ou pour le sursis ; le 5 avril 1793, le général Charles François Dumouriez, réputé proche des Girondins, passe à l'ennemi ; le 13 avril, les Girondins obtiennent la mise en accusation de Jean-Paul Marat pour une circulaire signée de son nom, appelant à l'insurrection contre la Convention nationale ; le 18 mai, ils instituent une commission chargée de surveiller la Commune de Paris ; le 24 mai, ils font arrêter Jacques-René Hébert qui les dénonce dans Le Père Duchesne ; le lendemain, le député girondin Maximin Isnard menace d'anéantir Paris ; les 31 mai et 2 juin, c'est l'insurrection des sections parisiennes : la Convention cède et décide l'arrestation de 29 députés girondins. Ceux qui ont pu s'échapper gagnent la province, alors que se soulèvent Bordeaux, Lyon et Marseille contre la Convention, et que l'insurrection vendéenne bat son plein. Le 9 juin, à Bordeaux, une commission populaire de salut public propose d'unir les 24 départements du Midi contre la Convention montagnarde et, le 11 juin, un comité central des sections de Nîmes abonde dans le même sens.
À Toulouse, les frictions entre Girondins et Montagnards se multiplient également au printemps 1793. Le maire, Marc Derrey de Belbèze, est un girondin, mais le conseil général de la commune compte une forte minorité de montagnards. Le 9 avril, la Société populaire – le club des Jacobins – expulse ses membres girondins et admiset 250 nouveaux sociétaires issus des classes populaires de la population, : on peut y écouter François Chabot, représentant en mission présent à Toulouse. Le 31 mai, les conseils généraux de la commune et du département créent un comité de surveillance et de salut public, d'orientation girondine, qui fait face à un comité de surveillance animé par la Société populaire. Le 2 juin, François Chabot fait prendre des mesures contre les Girondins : le procureur-général-syndic de la Haute-Garonne, Michel-Athanase Malpel, accusé de sympathie pour l'Ancien Régime parce que sa fille est en pension à la maison d'éducation des Dames noires de Saint-Maur, à Lévignac, est destitué et remplacé par un montagnard de Castelsarrasin, Descombels.
La nouvelle de l'insurrection du 2 juin arrive à Toulouse le 7. Le comité de surveillance et de salut public décide d'envoyer une protestation à la Convention, ainsi qu'une dénonciation des mesures prises par François Chabot. Le 15 juin parvient à Toulouse la proposition des municipalités de Marseille et de Bordeaux de s'unir contre la Convention, mais on apprend dans le même temps que, à Montauban, les fonctionnaires, la garde nationale et une partie de la population ont prêté serment pour « l'unité et l'indivisibilité de la République [et] l'obéissance absolue aux décrets et aux lois de la Convention nationale ». Deux représentants en mission, Marc Antoine Baudot et Guillaume Chaudron-Rousseau, arrivés le 17 juin, appuient la Société populaire contre les propositions bordelaise et marseillaise. Le 25 juin, le conseil général du département refuse une nouvelle proposition des fédéralistes bordelais de réunir à Bourges une assemblée de députés et se rallie clairement à la Convention montagnarde. Dès lors, suivant l'exemple de Montauban et de Toulouse, le Midi toulousain bascule radicalement et les Girondins sont mis en échec dans les Hautes-Pyrénées, le Gers, l'Aveyron, et enfin le Tarn le 18 juin.

### La Terreur

#### Les acteurs et les moyens de la Terreur
Le 10 mars 1793, les députés de la Convention édictent par décret l'instauration d'un tribunal d'exception, chargé de juger les crimes liés à la Révolution : le tribunal révolutionnaire. Le 19 mars, un nouveau décret permet la multiplication des tribunaux révolutionnaires : dans les départements, sur proposition des députés en mission, les tribunaux criminels ordinaires peuvent, de façon extraordinaire, « juger révolutionnairement »,. Ainsi, à Toulouse, dès le 22 avril, les deux représentants en mission, Jean-Baptiste Mailhe et Pierre Lombard-Lachaux, réclament à la Convention la création d'un tribunal révolutionnaire. Ils sont particulièrement soutenus par la société de Toulouse, affiliée au club des jacobins parisien.
Les comités de surveillance révolutionnaires, composés de douze membres et chargés d'établir la liste des étrangers, sont créés par le décret de la Convention du 21 mars 1793. Mais dans de nombreuses villes françaises, les jacobins l'avaient souvent devancée : à Toulouse, la société des Amis de la Constitution avait établi un comité de surveillance dès le 14 décembre 1791 et, jusqu'au 11 janvier 1794 (22 nivose an II), il se substitue au comité officiel. Dans le reste du département, on établit un comité de surveillance dans chaque chef-lieu de district et de canton. Rapidement, ces comités de surveillance dépassent leurs attributions et s'intéressent également aux « gens suspects et dangereux pour leurs discours ou leurs opinions politiques ». Le 17 septembre 1793, la loi des suspects les charge de procéder à l'arrestation de tous les suspects, c'est-à-dire « ceux qui, soit par leur conduite, soit par leurs relations, soit par leurs propos ou leurs écrits, se sont montrés partisans de la tyrannie ou du fédéralisme, et ennemis de la liberté ; [...] ceux à qui il a été refusé des certificats de civisme ; les fonctionnaires publics suspendus ou destitués de leurs fonctions par la Convention nationale ou par ses commissaires [...] ; ceux des ci-devant nobles, ensemble les maris, femmes, pères, mères, fils ou filles, frères ou sœurs, et agents d'émigrés, qui n'ont pas constamment manifesté leur attachement à la Révolution ; ceux qui ont émigré dans l'intervalle du 1er juillet 1789 à la publication du décret du 30 mars-8 avril 1792, quoiqu'ils soient rentrés en France dans le délai prescrit par ce décret ou précédemment. »
Les comités, dont la première mission est donc l'arrestation des suspects, s'appuient sur des « armées révolutionnaires », sans lien avec l'armée de la République, mais regroupements armés de partisans de la Convention. En septembre sont constituées une « gendarmerie révolutionnaire » à Castelsarrasin et une « compagnie révolutionnaire » de 500 hommes à Montauban puis, le 9 octobre, l'« armée révolutionnaire de la Haute-Garonne », forte de 750 hommes. En octobre, 173 hommes de cette dernière sont envoyés dans le nord du département, pour régler la question du chef-lieu de district que se disputent Grenade et Beaumont-de-Lomagne : l'affaire est réglée au profit de Beaumont, dont la municipalité est plus montagnarde, et 4 300 quintaux de grains sont saisis au profit du ravitaillement des armées des Pyrénées. Un autre détachement est envoyé en Ariège, à la demande des représentants en mission Guillaume Chaudron-Rousseau et Marc Antoine Baudot pour renforcer la « compagnie révolutionnaire » de Pamiers afin de disperser les rassemblements d'insurgés dans la plaine de Montaut. Finalement, ces armées révolutionnaires sont dissoutes par le décret du 4 frimaire an II (4 décembre 1793) : à Toulouse, le représentant en mission, Pierre Paganel, le régularise et le transforme en 10e bataillon de la Montagne, envoyé à l'armée des Pyrénées orientales.
Le 15 novembre 1793, le député Pierre Paganel, représentant en mission, qui vient d'arriver à Toulouse, décide que le tribunal criminel de la ville peut juger avec une procédure révolutionnaire. Il estime en effet que « les formes auxquelles sont assujettis les tribunaux ordinaires » ne permettent pas de punir « les grands coupables reclus dans les maisons d'arrêt de Toulouse ». Finalement, le tribunal révolutionnaire de Toulouse est formé le 14 janvier 1794. Il a pour président François Hugueny, ancien lieutenant principal de la judicature royale de Rivière-Verdun, maire de Beaumont en 1787, puis président du tribunal criminel du département de la Haute-Garonne depuis le 2 juillet 1793,. L'accusateur public est Pierre Capelle, homme de loi élu juge au tribunal du district de Revel en 1790, puis au tribunal criminel de la Haute-Garonne au début de l'année 1792, et enfin accusateur public au même tribunal en octobre 1792,. Le jury est composé de douze membres : sept d'entre eux sont nommés dans chaque district de la Haute-Garonne – Castelsarrasin, Grenade, Muret, Revel, Rieux, Saint-Gaudens et Villefranche –, cinq par la société populaire de Toulouse. Le tribunal est établi dans l'ancienne grand-chambre du parlement, réaménagée pour accueillir les séances. Le président du tribunal et les trois juges qui l'accompagnent sont installés sur une estrade, l'accusateur public à leur gauche, le greffier à leur droite. En contrebas, les douze jurés se tiennent sur un côté de la pièce, face aux témoins et à l'accusé. Le public, quant à lui, assiste au procès derrière une barrière.

#### Les victimes de la Terreur
Les suspects sont tous ceux qui sont reconnus en infraction avec les lois : prêtres réfractaires, émigrés rentrés, personnes ayant comploté ou suspectes de comploter. Entre avril et juillet 1793, 137 personnes sont arrêtées, dont la moitié de nobles et 16 % de parlementaires. Entre août et décembre 1793, les arrestations sont plus nombreuses et se montent à 264, dont 39 % de nobles. À partir de janvier 1794, les arrestations se font uniquement sur ordre du comité de surveillance révolutionnaire, réorganisé par Pierre Paganel. Il y a, entre janvier et juillet 1794, 293 arrestations, dont 54 % de nobles. De plus, on trouve dans les prisons toulousaines des personnes arrêtées dans d'autres villes du département de la Haute-Garonne : au plus fort de la Terreur, le nombre de détenus s'élève à un millier. Les deux principales prisons toulousaines se trouvent saturées – la Conciergerie, dans l'ancien parlement, et la maison de justice. Les autorités réquisitionnent plusieurs anciens bâtiments monastiques : les couvents de la Visitation (emplacement de l'actuel no 77 rue d'Alsace-Lorraine) et des Carmélites (emplacement de l'actuel no 1 bis rue de Périgord) pour les hommes, le couvent des chanoinesses de Saint-Sernin (emplacement des actuels no 10 et 12 rue Charles-de-Rémusat) pour les femmes, le couvent de Sainte-Catherine-de-Sienne (emplacement des actuels no 15 à 29 rue Lafayette) pour les prêtres âgés ou infirmes. En fin de compte, pour les sept départements du Midi toulousain, le nombre des détenus s'élève à environ 3 000, nombre relativement faible en comparaison de la moyenne nationale (entre 5 et 6 000 arrestations par département).
Entre septembre et décembre 1793, avant l'établissement du tribunal révolutionnaire toulousain, 14 personnes, jugées pour des crimes politiques par le tribunal criminel de la Haute-Garonne, sont exécutées. Parmi elles, trois sont guillotinées pour avoir participé le 11 septembre à une émeute contre la conscription. En octobre, c'est un boulanger qui est guillotiné pour empoisonnement et suspicion de fabrication de mauvais pain. Entre le 14 janvier et le 8 mai 1794, ce sont 87 suspects qui sont jugés par le tribunal révolutionnaire de Toulouse : 31 d'entre elles sont condamnées à mort, auxquelles peuvent être ajoutées 14 personnes, jugées et condamnées par le tribunal criminel du département. En somme, le taux d'acquittement est de 51 %, un nombre similaire aux autres villes françaises. Parmi les personnes condamnées, 70 % le sont à mort, les autres recevant des amendes ou des peines de prison. 73 % des condamnés appartiennent au tiers-état, 17 % au clergé, 10 % à la noblesse.
Parmi les 30 victimes toulousaines se trouvent de nombreux aristocrates. Le premier est Jean du Barry, exécuté le 15 janvier 1794. Claude-François de Boucheporn, ancien intendant de la généralité d'Auch, dont les quatre fils ont émigré et rejoint l'armée des princes, est arrêté le 28 septembre 1793, condamné pour avoir « entretenu des intelligences et des correspondances coupables avec les émigrés et d'autres ennemis de la patrie », et guillotiné le 20 février. Tristan-David de Beaudrigue d'Escalonne, arrêté une première fois en avril 1793, est dénoncé le 21 février 1794 par le comité de surveillance de Toulouse, sur demande de la Société populaire, pour avoir, le 13 juin 1793, publiquement insulté les représentants en mission à Toulouse, Marc-Antoine Baudot et Guillaume Chaudron-Rousseau. Surtout, son père, André-David de Beaudrigue d'Escalonne, conseiller au parlement, fait partie des protestataires de 1790, sa mère, Jacquette-Françoise-Gabrielle de Cambon, est la sœur de Jean-Louis Emmanuel de Cambon, tandis que son frère aîné a émigré. Après deux jours de procès, les 22 et 23 février 1794, il est jugé, condamné et exécuté le même jour, le 25 février. Antoinette-Adrienne de Rabaudy, arrêtée le 6 octobre 1793 avec sa fille, Marthe-Louise, puis jugée et condamnée à mort le 1er mars 1794 par le tribunal révolutionnaire pour propos royalistes et « correspondance avec l'ennemi », : elle est la seule femme exécutée à Toulouse, le 2 mars 1794,.
Plusieurs partisans de la Révolution sont également exécutés. Jean-Étienne Olombel, négociant de Labastide-Rouairoux et ancien élu du district de Castres, est exécuté le 27 février 1794 pour avoir insulté la mémoire de Jean-Paul Marat. Jean-Joseph Virebent, ancien officier de la garde nationale de Toulouse et fondateur de la société populaire, est guillotiné le 3 mars 1794 pour ses idées fédéralistes. C'est pour la même raison qu'est guillotiné Jacques Garnault, ancien président de la société populaire.
La guillotine, arrivée à Toulouse le 13 juillet 1792, a d'abord été installée sur la place de la Liberté (actuelle place du Capitole). Elle est confiée au bourreau, Jean-Antoine Varennes. Le 27 février 1794, à la suite d'un incident survenu lors de l'exécution de Tristan-David de Beaudrigue d'Escalonne, deux jours plus tôt, elle est déplacée sur la place qui s'aménage face à la porte de Villeneuve (emplacement de l'actuelle place du Président-Thomas-Woodrow-Wilson).
Le 16 avril 1794, les députés adoptent un décret qui prévoit le transfert des suspects devant le tribunal révolutionnaire de Paris, puis, le 8 mai, un nouveau décret qui supprime toutes les juridictions d'exception sauf le tribunal parisien. Le tribunal criminel de Toulouse, ayant perdu sa forme révolutionnaire, redevient un tribunal ordinaire, la répression se ralentissant progressivement. Mais à Paris, le 20 avril 1794, le comité de sûreté générale demande le transfert des 54 parlementaires – anciens conseillers, procureurs et président au parlement de Toulouse –, détenus à Toulouse. Six d'entre eux, émigrés rentrés en France, sont exécutés à Toulouse le 20 avril 1794. Les autres sont finalement jugés à Paris : le transfert, dans des conditions pénibles, se fait en plusieurs convois. Les 26 premiers parlementaires, partis le 7 mai de Toulouse, sont jugés, condamnés à mort et guillotinés le 14 juin 1794, place du Trône-Renversé (actuelle place de la Nation),. Partis le 5 juin, 23 parlementaires subissent le même sort le 6 juillet. À cette liste s'ajoutent les noms de sept suspect de fédéralisme toulousains, également exécutés à Paris, le 29 juin.
En fin de compte, le nombre des victimes de la Terreur toulousaine reste modéré, particulièrement en comparaison avec d'autres villes françaises. Il y a eu 107 victimes en Haute-Garonne, probablement 337 pour l'ensemble du Midi toulousain,.

#### La politique économique
Le 29 septembre 1793, la loi du Maximum, du 4 mai, est renforcée par la loi du Maximum général, qui porte sur les prix de 39 produits de première nécessité – viande, beurre, huile, bois, charbon, savon, chanvre, lin, laine, sabots, souliers, etc. –, afin de freiner leur hausse, ainsi que sur les salaires, afin de freiner leur baisse. À Toulouse, le comité des subsistances, mené par le négociant Destrem, procède à des visites domiciliaires et à des réquisitions. Il y a bien également des arrestations et des condamnations pour « marché noir » ou pour « travail noir », mais jamais à mort.
Le comité, cependant, n'arrive pas à fournir des biens en quantité suffisante pour nourrir la ville et les troupes qui y sont rassemblées. Il procède donc à des achats au-dessus du « maximum », financés par une taxe sur les riches – couples ayant un revenu supérieur à 10 000 livres ou célibataires ayant un revenu supérieur à 3 000 livres. Globalement, le maximum n'a cependant que des effets limités sur la crise de subsistance qui touche le Midi toulousain. En fin de compte, ce sont les bonnes récoltes de l'été 1794 et la fin de la Terreur, rétablissant les circuits alimentaires, qui met fin à la crise.

#### La politique religieuse
Dans le Midi toulousain, le clergé réfractaire est relativement majoritaire. En Haute-Garonne, à la suite du décret du 26 août 1792, plus de 500 ecclésiastiques ont émigré, généralement vers l'Espagne, et pour 227 d'entre eux à Vic, où ils sont encadrés par l'Assocatio amicorum (Aa). La majorité, cependant, reste cachée en France, mais traquée par les comités de surveillance et les « armées révolutionnaires ». On compte pas moins de 400 religieux et religieuses qui vivent cachés dans les maisons de Toulouse. Ainsi, l'abbé Jean Jérôme Frédéric de Chièze, vicaire général de Carcassonne, parcourt les rues de Toulouse en costume de garde national, le père Cassé travaille comme portefaix, l'abbé d'Ostric vend de la « poudre odontalgique » sur les marchés. Malgré tout, ce sont 509 ecclésiastiques qui sont arrêtés à Toulouse entre 1793 et 1794. 12 d'entre eux sont jugés par le tribunal révolutionnaire et condamnés à mort : le premier, Pierre Mazéra, est guillotiné le 30 septembre 1793. En outre, 24 ecclésiastiques meurent au cours de leur détention en prison. Enfin, 124 sont envoyés vers les ports de l'Atlantique pour être déportés en Guyane et 14 meurent au cours du voyage.
À partir de septembre 1793, la Convention mène une vaste campagne de déchristianisation de l'espace public. Ainsi, le 24 novembre 1793 est adopté le calendrier républicain qui supprime les dimanches, les fêtes chrétiennes et les noms de saints. Les églises et les chapelles sont progressivement fermées, les deux dernières, la Dalbade le 12 mars 1794, et Saint-Sernin le 16, et de nombreux prêtres constitutionnels – ils sont 441 en Haute-Garonne – abdiquent leurs fonctions. Dans le même temps, le culte de la Raison est promu à Toulouse par le représentant en mission, Pierre Paganel. Le 27 novembre, la Société populaire demande que la cathédrale Saint-Étienne soit transformée en temple de la Raison : la première cérémonie se tient le 10 décembre (20 frimaire an II) et Pierre Paganel y célèbre Jésus comme « le premier sans-culotte ». Le décadi suivant, le 20 décembre (30 frimaire an II), s'expriment le procureur-général-syndic, invitant les fidèles de toutes les religions à les rejoindre. La loi du 18 floréal an II (7 mai 1794) institue, en même temps que le culte de l'Être suprême, ainsi que 40 nouvelles « fêtes nationales » : quatre grandes fêtes politiques aux anniversaires du 14 juillet 1789, du 10 août 1792, du 21 janvier 1793 et du 31 mai 1793, et 36 fêtes morales. La fête de l'Être suprême est célébrée à Toulouse le 8 juin 1794 (20 prairial an II) : le cortège parvient sur la place de la Liberté (actuelle place du Capitole), où le représentant en mission, Pierre-Arnaud Dartigoeyte, fustige les « prosélytes de l'athéisme », puis se dirige vers l'Esplanade (actuel Boulingrin) où l'acteur Hyacinthe Pellet-Desbarreaux exalte la Nature. Enfin, le soir, les théâtres jouent des pièces patriotiques, Guillaume Tell et La Mort de Marat. Mais les fêtes révolutionnaires sont limitées aux villes : hors de Toulouse, les campagnes ne respectent pas le jour chômé du décadi et ne célèbrent pas les fêtes révolutionnaires.
Dans l'espace public, les références à la religion sont également effacées. Les noms des rues sont changés et reçoivent des noms inspirés des valeurs de la République, comme la rue Saint-Rome devenue la rue de la Liberté, de personnages de la République romaine, d'acteurs de la Révolution américaine et de héros de la Révolution française.

#### Le redressement progressif de la situation militaire

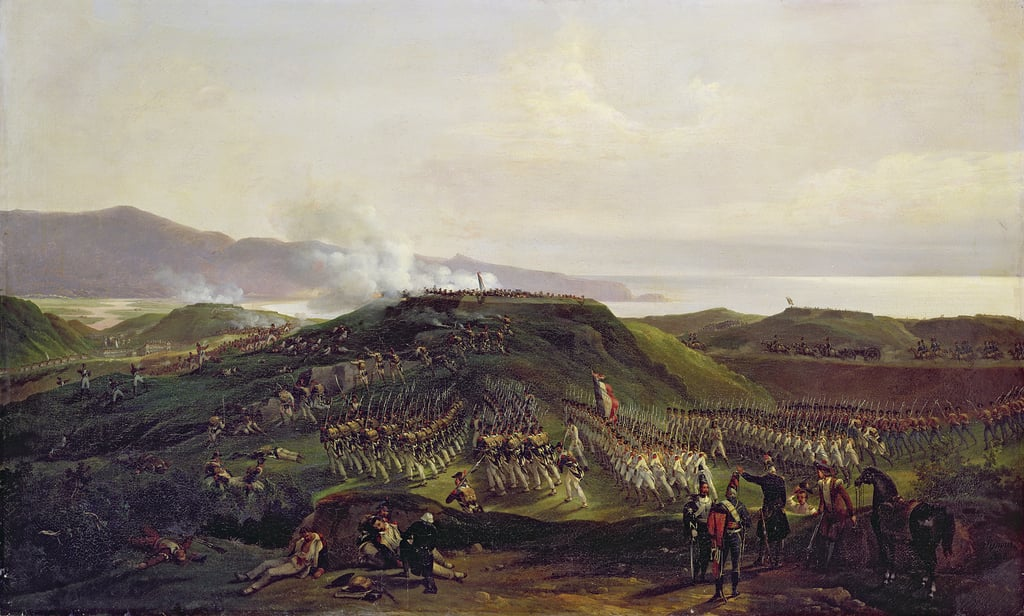
La Bataille de Croix-des-Bouquets, le 23 juin 1794, par Charles-Caïus Renoux (1836, musée de l'Histoire de France).

Dans le Roussillon, la situation est défavorable aux Français jusqu'à l'hiver 1793-1794. Battu à Peyrestortes, le 17 septembre, le général Antonio Ricardos prend une revanche éclatante lors de la bataille de Trouillas le 22 septembre. Au cours de celle-ci, l'armée espagnole reçoit des renforts envoyés par le duc d'Osuna, Pedro Téllez-Girón (es), et le comte de l'Union, Luis Fermín de Carvajal. Les pertes infligées à l'armée française sont d'environ 3 000 morts, blessés ou prisonniers. Cependant, faute de ravitaillement, le général Antonio Ricardos ne peut exploiter pleinement sa victoire et doit se retirer, avec près de 20 000 hommes et 106 pièces d'artillerie. Il conquiert ensuite les localités de Port-Vendres, ainsi que le fort Saint-Elme. Le 27 décembre, l'armée espagnole appuyée par les Portugais prend Collioure. Les régiments portugais de Freire de Andrade et de Cascais constituent la 2e brigade commandée par Gomes de Andrade qui prend ses quartiers d'hiver au Boulou. Mais le 13 mars 1794, alors qu'il se rend à Madrid chercher du soutien, le général Antonio Ricardos meurt victime d'une pneumonie. Les troupes françaises, dirigées par le général Jacques François Dugommier, prennent le dessus sur les Espagnols au cours des batailles du Tech, le 28 avril 1794, et des Albères, le 30 avril. Le 1er mai 1794, l'armée française, sous les ordres des généraux Charles Pierre François Augereau et Jacques François Dugommier, prend position face au camp hispano-portugais du Boulou : au terme de la 2e bataille du Boulou, les Espagnols et leurs alliés portugais, vaincus, sont contraints de battre en retraite, poursuivies par les troupes françaises qui pénètrent en Espagne.
À l'ouest, au Pays basque, la situation se retourne également en faveur des Français.

## La Convention thermidorienne: 1794-1795

### La recherche d'un équilibre politique

#### La réaction thermidorienne et l'agitation royaliste
Le 27 juillet 1794 (9 thermidor an III), la majorité des députés de la Convention se retourne contre Maximilien de Robespierre et ses partisans. Ils sont guillotinés le lendemain. La réaction thermidorienne qui s'enclenche en réaction à la Terreur robespierriste reste, dans le Midi toulousain, modérée. Certes, à Toulouse, le 17 août, sont arrêtés quatre membres de la Société populaire, considérés comme des « complices de Robespierre ». Mais le représentant en mission qui vient d'arriver, François René Mallarmé, est un jacobin qui poursuit une politique de persécution contre le christianisme, faisant surveiller le clergé constitutionnel et fermer les églises et les chapelles isolées dans les campagnes de la Haute-Garonne. C'est l'arrivée, à la fin du mois d'octobre 1794, d'un nouveau représentant en mission, Alexis-Joseph Bouillerot-Demarsenne, qui change la donne. Il ferme la Société populaire pendant quelques semaines et en exclut les jacobins les plus radicaux. Il fait remettre en liberté la plupart des suspects détenus. Il ordonne en revanche l'arrestation de quelques « terroristes » importants et épure la municipalité de Toulouse – le maire de Toulouse, Jean-Jacques Groussac, est arrêté le 15 novembre et destitué le 5 décembre. Enfin, le 3 mars 1795, le comité des subsistances, chargé de surveiller l'application de la loi du Maximum, est supprimé.
L'échec des insurrections des 1er avril (12 germinal an III) et 20 mai 1795 (1er prairial an III) déclenche en retour un mouvement de Terreur blanche à Paris et dans certaines régions françaises. Mais, à Toulouse, elle reste encore modérée. Un nouveau journal, L'Antiterroriste, est fondé en février 1795 par l'imprimeur Jean-Baptiste Brouilhet, ancien rédacteur du Journal universel, et Affiches de Toulouse et du Languedoc. On y trouve des articles violemment antijacobins, rédigés par des Girondins, mais aussi des royalistes, tels l'abbé Borès, Jean-Baptiste Dubernard, Jean-Joseph Janole et Jean-Antoine Romiguières. Il publie des articles favorables à la famille royale et aux chouans, mais aussi des listes de terroristes et lance des appels à la vengeance.
En mai 1795, le nouveau représentant en mission, André-François Laurence, un ancien girondin, arrive à Toulouse. Il épouse Adélaïde de Caulet, fille de Tristan de Caulet, marquis de Gramont, et dont l'époux, Augustin Charles Louis d'Aspe de Meillan, président à mortier au parlement, est mort. Il publie dans L'Antiterroriste, le 20 mai 1795 (1er prairial), une « Adresse à la jeunesse toulousaine » qui déclenche une vague de dénonciations et de bagarres. Le 28 avril (9 prairial), des jacobins qui sortent du temple de la Raison sont roués de coups. Les muscadins toulousains font également fermer le club des jacobins de nouveau, paradent et chantent Le Réveil du peuple dans les rues, mais il n'y a pas, à Toulouse, de morts.

#### La réaction républicaine
À l'été 1795, la Convention envoie à Toulouse, comme représentant en mission, Jean-Baptiste Clauzel, député de l'Ariège, jacobin et régicide, avec pour mission de mettre fin à l'agitation royaliste,. Il est accompagné de 3 000 hommes détachés de l'armée des Pyrénées orientales, commandés par le général Catherine-Dominique de Pérignon, ancien commandant de la garde nationale de Montech, volontaire de 1792 et lui aussi jacobin. Les royalistes sont poursuivis et deux personnalités des muscadins de Toulouse, Mathieu et Miquel Ferrier, forcés de quitter la ville, L'Antiterroriste est suspendu et Le Réveil du peuple interdit. Les jacobins emprisonnés sont également libérés. Les bagarres se multiplient et un canonnier jacobin est tué – seule victime de la Terreur blanche à Toulouse.
Le 14 juillet 1795 est l'occasion, pour la municipalité, d'organiser des cérémonies d'anniversaire qui visent à renforcer l'attachement à la République : cortège du Capitole à l'Esplanade (actuel Boulingrin), revue des troupes, discours républicains, serments sur l'autel de la patrie. Ainsi, à la fin de l'été 1795, la ville de Toulouse est de nouveau fermement tenue par les jacobins, véritable « citadelle jacobine ». En revanche, les campagnes du Midi toulousain restent sous l'influence des royalistes. Les insoumis, réfractaires aux conscriptions, restent nombreux : leur nombre est estimé à 300 dans chaque district de la Haute-Garonne, 3 000 même dans district de Saint-Gaudens, proche de la frontière espagnole.

### La crise économique
L'abolition de la loi du Maximum général, par le décret du 24 décembre 1794, déclenche une grave crise économique. La forte dévaluation de l'assignat, les mauvaises récoltes de 1794 et la rigueur de l'hiver 1794-1795, qui paralyse les transports, ne font que l'accentuer. Ainsi, entre juin 1794 et octobre 1795, le prix du quintal de blé passe de 23 à 3 500 livres, le prix du quintal de seigle de 15 à 1 900 livres. L'industrie toulousaine souffre également de la situation économique : la manufacture de tissus de François-Bernard Boyer-Fonfrède ne peut, à cause de la guerre, exporter sa production.
Il y a, dans la ville, 30 000 indigents – plus de la moitié des habitants. Les deux greniers publics, créés par la municipalité en 1794, sont vides. Malgré la suppression du « maximum », le comité des subsistances maintient le rationnement et la taxation du prix du pain. Il achète également des grains dans les ports de Bordeaux et de Gênes. Ainsi, au printemps 1795, la situation alimentaire s'améliore sensiblement.

### La pacification religieuse
La Convention thermidorienne mène, à partir de l'été 1794, une politique d'apaisement religieux. En octobre 1794, le représentant en mission, François René Mallarmé, fait libérer les religieuses qui acceptent de prêter un simple serment de fidélité aux lois de la République, puis, en décembre, les prêtres jureurs encore emprisonnés. D'ailleurs, le décret du 21 février 1795 rétablit la liberté de tous les cultes.
Progressivement, le clergé réfractaire se réorganise. La population, qui réclame la réouverture des églises, réinstalle par la force des curés réfractaires à Montesquieu-Volvestre, Rieux-Volvestre ou Montaigut-sur-Save. Effectivement, le décret du 11 prairial (30 mai 1795) rend aux fidèles les bâtiments religieux qui n'ont pas été vendus et exige un simple serment de fidélité aux lois de la République, ramène en partie la paix religieuse. À partir d'avril 1795, les prêtres réfractaires détenus sur les pontons de l'Atlantique reviennent dans la région toulousaine après avoir été libérés. Le 30 juin 1795, une manifestation se tient devant la prison Sainte-Catherine où est encore détenue une centaine de prêtres réfractaires : la foule force les portes, les libère et, alors que le directoire du département ordonne qu'ils soient poursuivis, le représentant en mission, André-François Laurence, décide qu'ils peuvent demeurer, sous la surveillance de la municipalité, dans la commune de leur choix. Enfin, le culte public est rétabli : à Toulouse, la cathédrale Saint-Étienne, l'église Saint-Sernin et huit autres églises sont rouvertes entre juin et août 1795.
En revanche, l'hostilité de la population pour le clergé constitutionnel est manifeste : l'évêque de la Haute-Garonne, Hyacinthe Sermet, ne peut plus sortir de son domicile. D'ailleurs, le clergé constitutionnel perd la plupart de ses appuis, depuis que, par le décret du 18 septembre 1794, la Convention a décidé que « la République ne paie plus les frais ni les salaires d'aucun culte ».

### Victoire et paix dans les Pyrénées
En novembre 1794, lors de la bataille de la Sierra Negra, les troupes françaises des généraux Dominique Catherine de Pérignon et Jacques François Dugommier battent les troupes espagnoles du général Luis Fermín de Carvajal. Tué pendant les combats, en même temps que Jacques François Dugommier, Luis Fermín de Carvajal est temporairement remplacé par Jerónimo Girón y Moctezuma (es), puis par José de Urrutia y de las Casas (es).
Le 22 juillet 1795, inquiet des succès de l'armée française, Manuel Godoy signe la paix de Bâle. En échange de l'arrêt des hostilités, le gouvernement espagnol reconnaît la République française. L'Espagne cède à la France deux tiers de l'est de l'île d'Hispaniola, en échange de la réincorporation du Guipuscoa à la couronne espagnole. Les relations commerciales entre les deux puissances sont normalisées.
La victoire est célébrée, à Toulouse, par une fête le 5 septembre 1795.

## Le Directoire: 1795-1799

### La continuité du personnel politique

#### Les élections législatives
La nouvelle constitution adoptée par la Convention thermidorienne le 22 août 1795 (5 fructidor an III), promulguée le 22 septembre 1795 (6e jour complémentaire an III) et mise en place le 26 octobre 1795 (4 brumaire an IV), fonde un nouveau régime républicain, le Directoire. Le pouvoir législatif est confié à deux assemblées : une chambre haute, le Conseil des Anciens, et une chambre basse, le Conseil des Cinq-Cents. Les députés de cette dernière assemblée sont élus au suffrage censitaire. De plus, les élections se déroulent toujours à deux degrés, puisque les citoyens, réunis en assemblées primaires, choisissent les électeurs qui, en assemblée électorale, élisent les députés. Il est cependant remarquable que, au-delà du rétablissement d'un cens qui exclut 1,5 million d'électeurs sur une population de 7,5 millions de Français en état de voter, les élections législatives, qui se tiennent du 12 au 21 octobre 1795 (20 au 29 vendémiaire an IV), sont surtout marquées par une forte abstention.
Enfin, il est fait obligation, par les décrets des 22 et 30 août 1795, de choisir les deux tiers des députés du nouveau régime parmi les anciens députés de la Convention. En Haute-Garonne, parmi les neuf députés, il y a cinq anciens députés du département, Jean-Marie Calès, Philippe Drulhe, Emmanuel Pérès de Lagesse, Jacques-Marie Rouzet et Jean-Joseph de L'Espinasse, et un ancien député de Legendre, qui, ayant été aussi élu dans la Haute-Vienne, cède sa place. Parmi ces six députés, on compte donc quatre régicides. Les députés du « nouveau tiers » sont Catherine-Dominique de Pérignon, originaire de Grenade, ancien lieutenant-colonel de la garde nationale de Montech et député à l'assemblée nationale, général à l'armée des Pyrénées orientales ; Pierre Gerla, procureur-syndic de Castelsarrasin, Roger Martin, ancien prêtre et conseiller municipal de Toulouse ; Germain Théodore Abolin, commissaire national près le tribunal civil de Rieux. Ce sont, sauf Catherine-Dominique de Pérignon, des personnages peu connus.

#### Les élections municipales et départementales
En 1795, la Convention thermidorienne avait supprimé l'échelon administratif des districts, ne conservant plus que les municipalités et les administrations départementales. D'ailleurs, le nombre de municipalités est fortement réduit, à une seule par canton, sauf pour les communes de plus de 5 000 habitants : il n'y a plus, en France, que 7 000 municipalités. Cette mesure provoque le mécontentement dans les communes du Midi de la France, où les communautés d'habitants possédaient une ancienne tradition d'administration autonome à travers les institutions de type consulaire.
Toulouse, en revanche, à rebours de la plupart des autres villes de France et, surtout des autres villes du Midi, reste une « citadelle jacobine ». La commune, qui compte 55 000 habitants, est administrée par une municipalité de neuf officiers municipaux, élus pour deux ans et renouvelables par moitié chaque année. Les assemblées primaires se réunissent à la fin du mois d'octobre 1795 et sont dominées par le regain d'activité des jacobins, soutenus par la présence du représentant en mission, Jean-Baptiste Clauzel, et des soldats de l'armée de Catherine-Dominique de Pérignon. Ils font exclure des assemblées primaires les parents d'émigrés et les personnes suspectes de terrorisme. Les neuf élus le 9 novembre 1795 sont tous jacobins, qui avaient tous été officiers municipaux, administrateurs de district ou de département sous la Convention montagnarde, parmi lesquels le maire, Souchon, administrateur de district entre septembre 1792 et décembre 1793, et Hyacinthe Pellet-Desbarreaux, tous deux inscrits sur la liste des « buveurs de sang à désarmer » au printemps 1795. Enfin, le commissaire nommé par le Directoire auprès de la municipalité est aussi un jacobin, Hugues Destrem, maire de Fanjeaux en 1789, député de l'Aude à l'assemblée nationale de 1791 à 1792, et président du conseil de district de Toulouse depuis janvier 1795.
Les départements sont dirigés par un directoire élu par les assemblées électorales. Il est composé de cinq membres, élus pour cinq ans et renouvelables par cinquième chaque année : ce sont, en Haute-Garonne, tous des jacobins. Le commissaire central auprès de l'administration départementale, nommé par le Directoire, est Guillaume Veirieu : il avait été juge au tribunal de district en 1790, député de la Haute-Garonne à l'assemblée nationale entre 1791 et 1792, puis procureur général de la Haute-Garonne en 1792. Remplaçant le procureur général syndic, il a de larges pouvoirs : placé sous l'autorité du ministre de l'Intérieur, il surveille l'administration départementale et informe le gouvernement, qui peut casser les décisions départementales et municipales, voire les suspendre,.

### L'évolution de la vie politique et l'opinion publique: octobre 1795-mars 1797

#### Le développement de la presse
En février 1795, l'imprimeur Jean-Baptiste Brouilhet avait fondé, avec son associé Martial Meilhac, un nouveau journal, L'Antiterroriste, proche des milieux républicains modérés, mais aussi des royalistes. Il continue d'être publié sous le Directoire. Il est en partie constitué d'extraits de la presse modérée ou royaliste parisienne tels que Le Véridique, L'Éclair, le Journal de Paris, Le Courrier français, Le Courrier universel, L'Invariable, La Quotidienne, Le Miroir, La Correspondance politique, Le Messager du soir, mais aussi provinciale, tel que le Journal de Marseille de Ferréol Beauregard. L'Antiterroriste conserve une position hostile au clergé jureur et aux nouveaux cultes républicains, mais bien favorable au clergé réfractaire, réclamant la libération des religieux emprisonnés.
Surtout, L'Antiterroriste continue ses attaques contre les jacobins et ceux qu'il désigne comme les « buveurs de sang » ou les « anthropophages ». Aussi les conflits avec la municipalité toulousaine se multiplient entre 1795 et 1797, et les rédacteurs sont-ils plusieurs fois inquiétés, arrêtés voire emprisonnés : entre le 17 octobre et le 12 décembre 1795, à la suite de l'insurrection royaliste parisienne du 5 octobre 1795 (13 vendémiaire an IV), il est suspendu et ses rédacteurs emprisonnés, puis amnistiés ; quelques mois plus tard, Martial Meilhac est accusé d'être un réfractaire à la conscription et Jean-Baptiste Brouilhet arrêté à sa place, puislibéré ; en juillet 1797, les rédacteurs sont cette fois accusés d'être responsables de l'assassinat à Bordeaux de Jean-Jacques Groussac, l'ancien maire de Toulouse pendant la Terreur, et Martial Meilhac est à nouveau arrêté, mais le journal continue de paraître jusqu'au 4 septembre 1797 (18 fructidor an V). Mais le journal remporte aussi quelques succès dans sa propagande antijacobine : au printemps 1796, à la suite de la conjuration des Égaux de Gracchus Babeuf, il accuse les jacobins toulousains de participer à la conspiration et obtient de l'accusateur public, Jean-Joseph Janole, l'arrestation de Marc-Guillaume-Alexis Vadier, ancien député de l'Ariège, le 10 mai 1796.
Les jacobins toulousains s'expriment, quant à eux, à travers L'Observateur républicain ou L'Antiroyaliste, qui paraît à partir du 23 septembre 1795,. Dans la lutte qui oppose les prêtres jureurs aux réfractaires, il soutient les premiers, dénonçant « les missionnaires de la Vendée » et « les pèlerins à la dévotion de l'Espagne ».

#### Les cafés et les théâtres
La population se partage entre les cafés fréquentés par les jacobins ou par les muscadins, comme le « café du ci-devant Jardin Royal ». Les bagarres sont fréquentes le soir, à la fermeture des cafés, comme le 21 janvier 1797, anniversaire de l'exécution de Louis XVI, où l'ancien député Julien-Bernard-Dorothée Mazade-Percin est accidentellement blessé d'une pierre lancée par des jacobins lors d'un affrontement place Perchepinte.
Le théâtre est également un lieu d'affrontement politique pour le public toulousain, où les applaudissements et les huées permettent d'affirmer ses opinions. Au théâtre de la Liberté (emplacement de l'actuel no 1 place du Capitole), on donne des pièces hostiles aux « tyrans », visant généralement les Montagnards, comme La Pauvre Femme, de Benoît-Joseph Marsollier et Nicolas Dalayrac, L'Intérieur des comités révolutionnaires, de Charles-Pierre Ducancel, Le Brigand, de François-Benoît Hoffmann, Les Jacobins aux enfers, d'Hector Chaussier, L'Ami des lois, de Jean-Louis Laya. La municipalité impose de jouer des pièces révolutionnaires et antireligieuses, comme La Fête de la Sainte-Ursule. Entre 1796 et 1797, une actrice, Mlle Cressent, est au cœur de cet affrontement : elle-même royaliste, après avoir rencontré un vif succès lors de la représentation de La Chaste Suzanne de Jean-Baptiste Radet et François-Georges Desfontaines, le 24 décembre 1796, elle obtient de reprendre La Pauvre Femme ; le 19 janvier, à peine entrée en scène, elle est huée par les jacobins qui sortent des armes, puis les spectateurs, évacués de la salle par la garde soldée, continuent dans la rue les combats qui font une soixantaine de blessés ; le Conseil des Cinq-Cents, interpelé, retire à la municipalité ses forces de police, placées sous l'autorité du général Pierre Sol-Beauclair.

#### Les lieux de sociabilité: loges maçonniques, club des jacobins et Institut philanthropique
Le club des jacobins toulousain s'établit rue des Puits-Clos, puis dans un café de la rue de la Pomme, et enfin près de la porte Saint-Michel. Lié aux autorités municipales et départementales, il ne cesse pas de fonctionner sous le Directoire. Ainsi, le 4 février 1796, le commissaire central, Guillaume Veirieu, lui-même jacobin, envoie un rapport rassurant au ministre de l'Intérieur, Pierre Bénézech. Le 3 juin 1796, après la découverte de la conjuration des Égaux et alors que L'Antiterroriste dénonce Jean Pierre André Amar, Marc-Guillaume-Alexis Vadier et les jacobins toulousains comme complices, Guillaume Veirieu assure au ministre de la Police, Charles Cochon de Lapparent, qu'« il n'y a pas de babouvistes à Toulouse ».
Les contre-révolutionnaires se retrouvent quant à eux au sein de sociétés secrètes. La plus ancienne est l'Assocatio amicorum (Aa), qui a joué un rôle central dans la défense, la protection et la structuration du clergé réfractaire dans le Midi toulousain. En 1795, de nouvelles sociétés royalistes se forment, telles que la société des Amis de l'Ordre, la Coterie des fils légitimes et la société des Centeniers et Dizainiers,. En 1796, elles se groupent au sein de l'Institut philanthropique, dominé par la figure d'Antoine Pourquery du Bourg. Prenant la tête de la « province » de Toulouse, qui regroupe les départements du Midi toulousain, il prend le titre de « commissaire du roi » Louis XVIII,. Autour de Toulouse, les réseaux de l'Institut philanthropique sont actifs dans les campagnes, comme à L'Isle-Jourdain, Boulogne-sur-Gesse, Cadours et Saint-Gaudens et, dans le reste du Midi toulousain, plusieurs villes importantes leur sont acquises comme Pamiers, Montauban, Castres, voire des départements entiers tel que l'Aveyron.

#### La reprise des persécutions religieuses
D'ailleurs, les arrestations de prêtres réfractaires reprennent : entre avril 1795 et 1796, 29 d'entre eux sont arrêtés, tandis que deux personnes sont condamnées à deux ans de prison pour s'être opposées à un commissaire de police lors d'une arrestation. En février 1796, une colonne de l'armée parcourt les cantons de Cazères, Aurignac et L'Isle-en-Dodon pour réprimer les prêtres cachés parmi les déserteurs. C'est progressivement à partir d'avril 1796 que les mesures prises contre les prêtres réfractaires diminuent.
En revanche, l'Église constitutionnelle, qui n'a plus le soutien de l'État, est en difficulté : l'évêque de la Haute-Garonne, Hyacinthe Sermet, quitte Toulouse et s'installe à Rieux, où il s'efforce de poursuivre son activité, particulièrement dans les campagnes du sud du département.

### «Péril» royaliste, «danger» jacobin et coups de force du Directoire: mars 1797-juillet 1799

#### Les élections de 1797 et leurs conséquences: mars 1797-juillet 1797
À l'approche des élections de mars et avril 1797, qui doivent renouveler le tiers des députés du Conseil des Anciens et du Conseil des Cinq-Cents, mais aussi le cinquième des conseils généraux de département et la moitié des conseils municipaux, les modérés et les royalistes s'organisent. En mars 1797, les royalistes toulousains font circuler une pétition, portée devant le Conseil des Cinq-Cents, contre les jacobins de la ville, défendus par Hyacinthe Pellet-Desbarreaux. La participation aux élections est relativement élevée (il y a 2 638 abstentions sur 9 242 inscrits, soit 29 %). Elles sont largement remportées, à Toulouse, par les jacobins. Au Conseil des Anciens et au Conseil des Cinq-Cents sont élus de nouveaux députés, tous jacobins : Jean-François Delmas, ancien député de la Convention et régicide, Guillaume Veirieu, le commissaire central, Joseph Magdelaine Martin, un général, et Jean-Gilles Porte, adjudant-général. Au conseil municipal de Toulouse, Souchon et Jacques Vaysse sont également réélus,. Ainsi, à rebours des départements voisins et même de la France, où l'emportent les « clichyens » – regroupant républicains modérés et royalistes – Toulouse reste ancrée à gauche,.
Cependant, la place que prend le clergé réfractaire à partir d'avril 1797, même en Haute-Garonne, illustre la position nouvelle quel les modérés et les royalistes occupent dans le paysage politique national. Ainsi, le 6 avril 1797, dès les résultats des élections connus, l'administration centrale du département fait libérer 11 prêtres. À Toulouse, toutes les paroisses de la ville sont occupées par des prêtres réfractaires. L'Assocatio amicorum (Aa) est aussi plus active et crée en Haute-Garonne une Sainte-Milice en lien avec l'Institut philanthropique. Parallèlement, le clergé constitutionnel s'efface presque entièrement : en janvier 1797, il n'y a plus, dans l'ancien district de Toulouse, que deux prêtres jureurs, et l'évêque de la Haute-Garonne, Hyacinthe Sermet, pense démissionner.

#### Le coup d'État du 18 fructidor et la victoire des jacobins: juillet 1797-avril 1798
Les progrès des royalistes et la politique menée par les clichyens inquiètent les jacobins. C'est dans ce contexte que, le 14 juillet 1797, est fêté l'anniversaire de la prise de la Bastille : feu d'artifice, cortège, revue des troupes, présentation d'une pierre de la Bastille sculptée par Pierre-François Palloy, discours de Hyacinthe Pellet-Desbarreaux, Chant du départ et Marseillaise, bal sur la place de la Liberté (actuelle place du Capitole). L'armée reste profondément acquise à la République : le 17 juillet 1797, le général toulousain Dominique Martin Dupuy, gouverneur de Milan, écrit au club des jacobins de Toulouse qu'il faut « écraser les ennemis de l'intérieur » et qu'« il n'y a de salut pour la Constitution que par une sainte insurrection ». Enfin, le 10 août, pour célébrer la chute de la monarchie, des spectacles représentent la prise des Tuileries et un nouveau bal est donné sur la place de la Liberté.
Aussi le 4 septembre 1797 (18 fructidor an V), trois des cinq directeurs, Jean-François Reubell, Louis-Marie de La Révellière-Lépeaux et Paul Barras, soutenus par l'armée, mènent un coup d'État : les chefs clichyens sont arrêtés, les élections de 198 députés qui leur sont favorables cassées, les lois réactionnaires votées depuis mars 1797 sont annulées, la liberté de la presse suspendue pour un an. À Toulouse, L'Antiterroriste, qui vient de publier un « Tableau des terroristes de Toulouse [...], Voleurs, Assassins et Buveurs de Sang », cesse de paraître le 8 septembre 1797 (22 fructidor an V), Jean-Baptiste Brouilhet et Martial Meilhac sont arrêtés et emprisonnés.
À Toulouse, les jacobins sortent renforcés du coup d'État du 18 fructidor. Le 5 juillet 1797, le club des jacobins se transforme en cercle constitutionnel, bénéficiant d'une protection légale. Alors qu'il ne comptait en 1796 que 433 « frères », il atteint 3 000 membres, qui s'assemblent dans l'église des Augustins, dans l'église Sainte-Catherine ou à l'hôtel du Sénéchal. On y lit les journaux républicains, on y reçoit les jacobins de la région comme Bertrand Barère, de Tarbes, Pierre Alard, de Montesquieu-Volvestre, Pierre Campmartin, de Saint-Girons, Jean-Baptiste Bô, de l'Aveyron, Raymond Gaston, de Foix, Paul-Joseph Bordes, de Rimont.
On y dénonce aussi les clichyens qui sont encore en fonction, comme Jean-Joseph Janole, l'accusateur public, effectivement destitué en février 1798. Surtout, la répression vise le clergé réfractaire, dont la collusion avec les royalistes est soulignée. Le 6 septembre 1797 (19 fructidor an V), la loi rétablit la proscription du clergé qui n'a pas prêté les serments de 1791 ou 1792. Tous les autres doivent également prêter un nouveau serment de « haine à la royauté et à l'anarchie ». Comme l'abbé Jean-Marie-Philippe Du Bourg, vicaire général, interdit ce serment qu'il estime contraire à la morale chrétienne, le culte redevient clandestin. Entre septembre 1797 et novembre 1799, ce sont 106 ecclésiastiques qui sont arrêtés en Haute-Garonne, dont 87 réfractaires et 19 assermentés. Parmi eux, 56 sont envoyés dans les ports de l'Atlantique, en particulier à Rochefort, dans l'attente d'une déportation en Guyane : 4 d'entre eux meurent.

#### Le Directoire contre les jacobins toulousains: avril 1798-avril 1799
En avril 1798, les élections législatives, malgré une abstention en hausse (4 280 électeurs seulement, soit 55 % d'abstention), conservent aux jacobins leur domination à Toulouse : Emmanuel Pérès de Lagesse est élu au Conseil des Anciens, Hugues Destrem au Conseil des Cinq-Cents. En revanche, Descombels, ancien procureur général syndic de la Haute-Garonne, échoue face à Raymond Cazaux-La-Sola, un modéré, commissaire auprès de l'administration du département. Le 11 mai 1798, la loi du 22 floréal an VI, si elle invalide l'élection de nombreux nouveaux députés jacobins considérés comme « robespierristes » ou « anarchistes », confirme les élus toulousains. Le Directoire, cependant, se méfie des jacobins toulousains et prescrit le 6 juillet 1798 (18 messidor an VI) de surveiller les membres du cercle constitutionnel. En janvier 1799, le nouveau commissaire central, Martin Bergnac, obtient la destitution de plusieurs officiers municipaux, comme Hyacinthe Pellet-Desbarreaux.
Parallèlement, le Directoire fait la promotion du culte décadaire, un ensemble de cérémonies et de fêtes, officielles et obligatoires à partir de la loi du 3 juillet 1798 (14 germinal an IV). Les cérémonies regroupent quatre fêtes « nationales » (14 juillet 1789, 10 août 1792, 21 janvier 1793 et 27 juillet 1794), des fêtes « morales » au jour du décadi, ainsi que des fêtes supplémentaires pour célébrer les victoires et les héros de la République. De plus, les mariages doivent être célébrées au décadi, où il est également fait lecture des actes de décès, de divorce et d'adoption. À Toulouse, les cérémonies se tiennent au Temple – la chapelle des Pénitents bleus (actuelle église Saint-Jérôme, 2 rue du Lieutenant-Colonel-Pélissier) d'abord, puis l'ancienne cathédrale Saint-Étienne (actuelle place Saint-Étienne) – : le commissaire national fait décorer le bâtiment de symboles civiques et installer un « autel de la patrie » et des statues des héros républicains. Le 21 octobre 1798, c'est la venue du général Pierre Augereau, « héros d'Arcole et des Pyrénées », qui enthousiasme les participants. Le 21 janvier 1799, pour célébrer l'exécution de Louis XVI, la cérémonie se tient avec une pompe particulière : un cortège porte au Temple décadaire les bustes de Jean-Jacques Rousseau, Voltaire, Guillaume Tell et Brutus, avant que Hyacinthe Pellet-Desbarreaux dénonce « le fanatisme royal qui aveugle les gens titrés, comme le fanatisme papal égare [...] les âmes dévotes » et exalte les armées de la Révolution. Cet enthousiasme républicain se limite cependant à Toulouse : le 1er octobre 1797, à Gratentour, personne ne crie « Vive la République » ; à Grenade, les instituteurs négligent de se rendre aux cérémonies avec leurs élèves ; à Beaumont-sur-Lèze, seuls cinq ou six personnes y participent, les autres continuant à travailler ; c'est le même constat qui est fait, le 10 novembre 1798, par l'administrateur du canton de Baziège et, le 14 janvier 1799, par celui du canton de Lanta.

#### L'agitation royaliste dans les campagnes toulousaines: avril 1798-juillet 1799
Dans la population de la campagne toulousaine, ainsi que dans une partie de la ville, le mécontentement est vif. C'est la conscription de tous les jeunes hommes âgés de 18 à 21 ans, pour une durée de 4 ans, établie le 5 septembre 1798 par la loi Jourdan-Delbrel, qui est rejetée en particulier,. En novembre 1798, la reprise de la guerre contre le royaume de Naples, puis en mars 1799 contre les empires d'Autriche et de Russie, relève le nombre de conscrits de 100 à 200 000, et étend la durée de service à une durée indéterminée. Dans le Midi toulousain, les réfractaires sont nombreux : ils sont 22 % en Haute-Garonne, 24 à 28 % en Ariège, dans le Gers et les Hautes-Pyrénées, 50 % en Aveyron et dans le Tarn, 70 % même dans le Lot, des proportions dépassées seulement dans le Massif central (Puy-de-Dôme et Cantal),.
Autour de Toulouse, des regroupements de réfractaires se forment dans les campagnes près d'Auterive, Montgiscard et Muret, au sud jusqu'à Pamiers, à l'ouest aux alentours de L'Isle-Jourdain. Les associations royalistes de la région s'activent pour encadrer les réfractaires. À Toulouse, l'Institut philanthropique, dirigé depuis la fin 1798 par M. du Vaure, réunit une partie de la noblesse, particulièrement des anciens parlementaires tels que le premier président, Jean-Louis Emmanuel Augustin de Cambon, et les conseillers Fraicine, Philippe de Miégeville et Raynal. Il recrute parmi les réfractaires, comptant jusqu'à 40 000 membres durant l'été 1798,. Des missionnaires font de la propagande royaliste dans les campagnes et rentrent en contact avec les émigrés qui se sont installés dans le Luchonnais et le Val d'Aran. Ils sont menés par le comte Antoine de Paulo qui, à seulement 23 ans, prend la tête des insurgés. L'Assocatio amicorum (Aa) joue également un rôle actif, groupant une partie des prêtres réfractaires et faisant pression sur les prêtres assermentés, incitant également la population des campagnes à lutter contre les représentants du directoire du département.
Dès juillet 1798, le commissaire central s'inquiète de la situation et envoie plusieurs lettres au ministère de la Police. En octobre, l'administration municipale de Muret comme celle d'Escalquens dénoncent l'action d'agents des émigrés. Le 6 octobre 1798, le commandant d'un détachement de gendarmerie est tué et quatre autres gendarmes sont blessés dans une attaque à Escalquens,. Le 3 novembre, le commissaire du canton de Saint-Lys avertit qu'« il se fait des enrôlements secrets dans les cantons ». Le 5 mars 1799, le commissaire central prévient le ministère de la Police : « On compte 15 000 hommes dans ce département dans la Société philanthropique [...]. » En mai 1799, on signale que les arbres de la Liberté ont été coupés à Castanet-Tolosan,. Le mois suivant, un émissaire de l'administration municipale déclare « Nous ne pouvons nous dissmuler qu'il se forme dans nos parages une petite Vendée ». Le 1er juin, le corps de garde de Saint-Nicolas-de-la-Grave est attaqué par un groupe de réfractaires. Le 26 juin, un républicain est assassiné à Cintegabelle. Le 22 juillet, le rapport du commissaire central est sombre : « Plusieurs républicains assassinés, les propriétés d'un plus grand nombre incendiées ou détruites, les arbres de la Liberté coupés dans plus de quarante communes, les institutions républicaines négligées ou méprisées dans plusieurs cantons »,.

#### Reprise en main jacobine et aggravation des troubles royalistes: avril-juillet 1799
En avril 1799, les élections sont, en Haute-Garonne, plus compliquées que les années précédentes. À l'assemblée électorale, 139 électeurs, favorables au Directoire – hostiles à la fois aux royalistes et aux jacobins –, décident de faire scission pour former une assemblée électorale séparée, refusant de voter avec les 356 autres électeurs « parce qu'il était impossible de faire le bien dans une assemblée où se trouvaient des anarchistes, des fonctionnaires destitués et des royalistes déguisés ». Malgré tout, la première assemblée électorale porte au Conseil des Cinq-Cents deux jacobins, le général Pierre Augereau et Jacques-François Bailly. L'administration départementale est quant à elle investie par des jacobins destitués, tels que Hyacinthe Pellet-Desbarreaux, Caissel et Barrau.
En mai 1799, la ville est troublée par l'affaire de la Vierge de la Daurade. La statue de la Vierge noire est l'objet d'une grande dévotion populaire : retirée de sa niche pendant la Terreur, elle y est replacée au printemps 1799, provoquant d'importantes manifestations de ferveur : face à ce qu'ils considèrent comme du « fanatisme », les autorités municipales décident de la destruction de la statue.
Les Instituts philanthropiques sont chargés de préparer une insurrection qui, en lien avec d'autres insurrections dans le Sud-Ouest, en Gironde et dans les Landes, et l'Ouest, en Vendée et en Bretagne, doivent appuyer l'offensive des Coalisés contre la France. À Paris, le coup d'État du 30 prairial, le 18 juin 1799, ramène les jacobins au pouvoir. Des mesures exceptionnelles sont prises, comme la loi des otages qui autorise dans les départements troublés les administrations à arrêter les nobles, particulièrement les parents des émigrés ou des coupables présumés, à les juger responsables des indemnités dues aux victimes.
Dans le Midi, on se prépare à l'insurrection des deux côtés : le 30 juillet, le président de l'administration municipale du canton de Lombez avertit le commissaire central de la Haute-Garonne que l'attaque royaliste aura lieu avant huit jours. Le commissaire, Lamagdeleine, fait procéder aussitôt à des visites chez les suspects et fait arrêter deux prêtres réfractaires, un insoumis et un marquis, et saisir des fusils, des pistolets, des épées.
Louis Dupont-Constant, qui dirige l'Institut philanthropique dans le sud-ouest de la France, est chargé par Louis XVIII de choisir le chef de l'insurrection. Il en désigne deux : le comte Antoine de Paulo, jeune représentant de l'aristocratie parlementaire toulousaine, et Antoine Rougé, un général patriote rallié aux royalistes,. Ce dernier, qui a quitté Toulouse le 12 juillet, concentre les troupes royalistes à l'est de la ville, dans le Lauragais, et à l'ouest, entre Mauvezin, L'Isle-en-Dodon et L'Isle-Jourdain. Il installe lui-même son quartier général au sud de Toulouse, à Cintegabelle. Au début du mois d'août, une réunion a lieu dans le château de Louis de Villèle, à Mourvilles-Basses. Il organise les forces dont il dispose – environ 10 000 hommes – en bataillons et en compagnies, et constitue même un corps de cavalerie.

### Le redressement économique
En l'an VIII du calendrier révolutionnaire, l'octroi est rétabli aux barrières de la ville.

### L'insurrection royaliste de l'an VII: août-novembre 1799

#### La première bataille de Toulouse
Le 4 août 1799, Antoine Rougé décide l'insurrection royaliste dans les campagnes toulousaines. Pourtant, il semble que l'insurrection n'était à l'origine prévue que pour le 10 août. La précipitation d'Antoine Rougé s'explique peut-être par la volonté de profiter du mécontentement des conscrits, tout en devançant les autorités républicaines. En effet, il était prévu que les conscrits soient réunis à Toulouse du 9 au 19 août.
Dès le 6 août, l'administration municipale de Toulouse est mise en alerte, apprenant par un courrier que, à Deyme, l'agent et l'adjoint municipal ont été enfermés dans l'église par les royalistes. Le maire de Toulouse lui-même, Paul Vaysse, quitte sa maison de campagne à Lanta pour avertir ses collègues de l'agitation. Dans la journée, de nouveaux émissaires avertissent du début de l'insurrection, particulièrement au sud et à l'est de la ville, à Montgiscard, Caraman, Lanta, Saint-Lys, Muret et Auterive. Une colonne mobile de la garde nationale est dirigée vers Montgiscard, une autre vers Lanta, tandis qu'on demande des renforts à Paris et aux départements voisins. Le 7 août, les premiers réfugiés affluent en ville, apportant des nouvelles des événements. La situation est d'autant plus inquiétante que la ville, si elle possède un arsenal et une poudrerie, n'est protégée que par de faibles troupes : la garnison ne compte qu'un demi-escadron du 14e régiment de chasseurs à cheval, soit 34 hommes, quelques canonniers et des gendarmes. Ainsi, les forces sont principalement constituées de la garde nationale,. Un comité de défense est constitué qui fait placer sous sa garde, à l'hôtel-de-ville (actuel Capitole), les caisses publiques, dresse une liste de suspects et organise le recrutement dans tout le département d'un corps de gardes nationales,. Il espère ainsi pouvoir compter sur trois bataillons, soit 2 700 hommes, un escadron de cavalerie et une compagnie d'artillerie, placés sous le commandement du général Antoine Aubugeois qui commande, depuis le 3 juillet, la 2e subdivision de la 10e division militaire,.
Dans le même temps, Antoine Rougé ordonne la concentration des troupes royalistes autour de Toulouse. Dans la nuit du 7 au 8 août, 5 à 6 000 hommes, armés de fourches, de faux et de quelques fusils et pistolets, s'assemblent au sud de la ville, dans le faubourg Saint-Michel, s'attendant à ce que les portes lui soient ouvertes par ses partisans présents à l'intérieur de la ville. Ils attendent donc le signal convenu – trois fusées tirées vers 23 heures par les royalistes toulousains qui doivent s'emparer préalablement des portes Saint-Michel, Montgaillard, Montoulieu et Saint-Étienne. Mais, n'ayant pas reçu cet appui espéré, Antoine Rougé décide vers 3 heures du matin de se retirer avec ses troupes sur les hauteurs de Pech-David. En effet, les autorités de la ville, averties de l'attaque, peut-être par Guillaume-Honoré Roques, l'abbé de Montgaillard, avaient fait doubler les gardes,.
Au matin du 8 août, pour les républicains toulousains, le premier danger est écarté. Mais on apprend aussi que la colonnes de gardes nationales envoyée à Lanta a été battue,. Les royalistes retournent alors à l'offensive et attaquent la porte Saint-Michel, mais ils sont repoussés. Le soir, les forces toulousaines sont renforcées par l'arrivée de garnisons de Cahors, Montauban et Albi. Le lendemain, c'est le général Antoine Aubugeois qui prend l'initiative et monte à l'assaut de Pech-David, mais les insurgés les débordent à l'ouest, longeant la Garonne, menaçant de leur couper toute retraite, les forçant à se replier en désordre et les poursuivant jusqu'aux Récollets,. Le 9 août, Antoine Aubugeois reprend le chemin de Pech-David : cette fois, il repousse les insurgés vers la Garonne tout en coupant leur retraite en postant une garnison entre Portet-sur-Garonne et Pinsaguel, les forçant à s'échapper en traversant le fleuve à la nage. Un autre groupe d'insurgés, réfugiés dans le château de Bellevue, est délogé au canon. À la fin de la journée, les pertes royalistes sont estimées par les républicains à 200 hommes, alors que les républicains n'ont que deux blessés,.

#### La deuxième bataille de Toulouse
Antoine Rougé repoussé au sud, l'insurrection gagne l'ouest de la campagne toulousaine : elle gagne Muret, Saint-Lys, Léguevin et Lévignac, débordant sur les limites du Gers à Gimont, Mauvezin et L'Isle-Jourdain. Il y a probablement 10 à 12 000 hommes, relativement mal armés et sans expérience militaire. C'est de là que, le 10 août, une colonne de royalistes s'empare de Colomiers, puis de Blagnac, aux portes de Toulouse. Le général Antoine Aubugeois, à la tête d'une colonne de 1 500 hommes, dont 200 cavaliers et 6 canons, se porte devant eux et les écrase à Saint-Martin-du-Touch.

#### La bataille de Montréjeau
Antoine Rougé, qui dispose encore de 6 000 hommes, ordonne la retraite en direction des Pyrénées et de la frontière espagnole. Il compte par ailleurs sur le soutien des insurgés qui ont pris le contrôle d'une grande partie du Midi toulousain : dans le Gers, les villes de L'Isle-Jourdain et de Lombez ; le sud du Lot, sauf la ville de Montauban ; en Ariège, les vallées pyrénéennes et la plaine autour de Pamiers, fief du comte Antoine de Paulo. Enfin, il espère aussi le succès de l'insurrection dans l'Ouest de la France. Mais à Bordeaux, la révolte royaliste, déclenchée prématurément le 5 août, échoue rapidement. De même, dans les Landes, une tentative d'insurrection est mise en échec à Dax le 7 août. Enfin, dans le Lot-et-Garonne, des bandes royalistes marchent sur Agen mais sont vite dispersées.
À partir du 10 août, les autorités républicaines reprennent partout l'initiative. Dans le Gers, Gimont est repris par l'adjudant-général Noël Petit-Pressigny, L'Isle-Jourdain tombe le 11 août après de violents combats où les insurgés perdent 400 hommes : le lendemain, les troupes républicaines font leur jonction après avoir tué des centaines de paysans dans les villages,. En Haute-Garonne, des forces venues du Tarn s'emparent de Revel et de Saint-Félix-Lauragais, où elles tuent une centaine de royalistes. Entre Castelnaudary et Toulouse, les villages sont soumis par des troupes venues de Narbonne et de Carcassonne. En Ariège, l'ordre est rétabli par les gardes nationales de Pamiers et de Foix. Le 13 août, Antoine Aubugeois se met en route, depuis Gimont, vers Muret, où sont retranchés les insurgés, mais qui l'évacuent dès le lendemain.
Les troupes royalistes poursuivent leur route vers les Pyrénées. Le 14 août, elles passent par Carbonne, où 68 républicains sont tués et 200 faits prisonniers,. Elles parviennent enfin à Saint-Gaudens et Montréjeau. Les forces républicaines, passées sous les ordres du général Jean André Commes, sont organisées en trois colonnes : une première colonne, à l'est, commandée par Guy-Marie Viçoze, enlève Saint-Gaudens ; une deuxième, venue de Tarbes et commandée par le général Marie Étienne de Barbot, attaque Montréjeau par le sud, tandis que la troisième, commandée par lui-même, porte l'assaut principal au nord de la ville. Le 20 août, les combats tournent en faveur des républicains et font 1 000 à 2 000 morts du côté des royalistes,.

#### Une répression très modérée
La victoire acquise, le général Jean André Commes entreprend des opérations de « nettoyage » : les dernières bandes royalistes sont éliminées dans le nord et dans le sud de la Haute-Garonne, particulièrement dans le Luchonnais,. Le général réclame, sans succès, au gouverneur espagnol du Val d'Aran de lui livrer les principaux chefs royalistes, dont Antoine de Paulo et Antoine Rougé. Ce dernier passe au Portugal et, de là, en Grande-Bretagne,. Quant à Antoine de Paulo, il reste proche de la France et, avec le titre de «général en chef de l'armée royale», il mène des opérations en Ariège.
En fin de compte, la répression reste mesurée. Des 5 à 6 000 prisonniers arrêtés pendant l'insurrection, la moitié environ sont détenus à Toulouse. Rapidement, l'administration départementale prend des arrêtés d'élargissement. On ne compte plus, en octobre 1799, que 1 300 à 1 400 détenus enfermés à Toulouse. La plupart sont libérés avant d'avoir été jugés, sur ordre du directeur Emmanuel-Joseph Sieyès et du ministre de la Police, Joseph Fouché : les premiers libérés sont les agriculteurs... parmi lesquels se trouve le comte Louis de Villèle. Ceux qui sont encore détenus doivent être jugées, non par le tribunal criminel du département, mais par deux conseils de guerre, installés dans l'ancien hôtel du Sénéchal (actuel no 17 rue Charles-de-Rémusat) et dans l'ancien couvent des Tiercerettes (emplacement des actuels no 29-33 place des Tiercerettes). Ils fonctionnent lentement puisque, au cours des mois de septembre et d'octobre, seuls 32 jugements sont rendus, débouchant sur 11 condamnations à mort, donnant lieu à 2 déportations et 9 détentions,. Parmi les prêtres, malgré leur rôle dans l'insurrection, peu sont effectivement arrêtés et un seul, curé jureur d'ailleurs, est exécuté le 27 octobre 1799,.
Dans les campagnes, les cantons sont mis en état de siège, particulièrement dans le nord-ouest du département, autour de Beaumont-de-Lomagne, Saint-Nicolas-de-la-Grave et Verdun-sur-Garonne. Le général Jean André Commes impose durant plusieurs mois la présence de soldats en armes dans les communes. Mais les mesures ne semblent pas apaiser complètement la situation. Au début du mois de novembre 1799, à Toulouse, les autorités municipales et départementales, craignant une nouvelle insurrection, se réunissent dans la Maison commune (actuel Capitole) sous la protection de la garde nationale.

## Le Consulat et l'Empire: 1799-1815

### Le Consulat: novembre 1799-mai 1804

#### La mise au pas des jacobins toulousains
Dans la ville de Toulouse, où les jacobins ont mené la vie politique sous le Directoire, le coup d'État du 18 Brumaire de Napoléon Bonaparte et la mise en place du Consulat marquent une rupture forte. Le 9 novembre 1799, le coup d'État du 18 Brumaire marque la fin du Directoire et le début du Consulat au profit du général Napoléon Bonaparte. Deux députés du département, Jacques-François Bailly et Hugues Destrem, qui se sont opposés au coup d'État, sont proscrits : ce dernier, qui voit sa peine commuée en surveillance à domicile, se retire à Fanjeaux. Surtout, le nouveau pouvoir se méfie des jacobins, critiqués comme « exclusifs ». À Toulouse, le Cercle constitutionnel est fermé en décembre 1799. En janvier 1800, Hinard, ancien commissaire du Directoire au tribunal correctionnel de Toulouse, publie La vérité sur l'Insurrection du département de la Haute-Garonne, un rapport sur l'insurrection royaliste toulousaine, où les jacobins sont accusés d'avoir provoqué eux-mêmes la révolte en se faisant passer pour des royalistes. Le nouvel ordre est incarné dès le mois de mars 1800 par l'arrivée d'un nouveau préfet, remplaçant le commissaire central et nommé le 28 mars, Joseph-Étienne Richard.
Le nouveau régime entend éliminer l'influence des « patriotes exagérés » et des royalistes. Mais ces derniers, depuis l'échec de leur insurrection, sont affaiblis et, en fin de compte, peu poursuivis. Ce sont les jacobins qui sont donc la cible principale. Le cercle constitutionnel est dissous, le journal jacobin, L'Observateur républicain, est supprimé, et le général Jean André Commes est éloigné. Mais la répression policière et judiciaire se développe surtout après l'attentat de la rue Saint-Nicaise, le 24 décembre 1800. Descombels et Hugues Destrem sont condamnés à la déportation en Guyane – ce dernier meurt dans les Antilles. En 1803-1804, c'est Paul Vaysse, dernier maire jacobin de la ville entre 1799 et 1800, qui est jugé et condamné pour sa participation à un soi-disant complot.

### Les hommes du nouveau régime
D'un autre côté, le Consulat arrive à rallier de nombreuses personnalités venues d'horizons différents. Ainsi, parmi les jacobins se trouvent Hippolyte Pellet-Desbarreaux, qui prend la direction du théâtre de Capitole, et François Hugueny.
En février 1800, la création des préfets par la loi du 28 pluviôse an VIII permet d'établir un contrôle étroit sur les autorités locales. Dans le cas de Toulouse, ce contrôle exercé par le préfet de la Haute-Garonne, est d'autant plus étroit que, sous l'Ancien Régime, les capitouls et les parlementaires agissaient dans une relative liberté face à l'intendant du Languedoc, établi à Montpellier. Dès le mois suivant arrive dans la ville Joseph-Étienne Richard, un ancien jacobin rallié à Napoléon Bonaparte, premier préfet de la Haute-Garonne, qui s'installe dans le Palais national (ancien palais archiépiscopal, no 1 place Saint-Étienne). Il a pour secrétaire général Pierre-François Dantigny.
De même, le maire doit être nommé par le Premier consul, sur proposition du préfet, tandis que les conseillers municipaux sont choisis par le préfet sur une liste de personnalités élues. À Toulouse, le choix se porte sur Philippe Picot de Lapeyrouse : d'origine noble, grand propriétaire, mais d'opinion modérée, savant reconnu, impliqué dans le développement du muséum d'histoire naturelle et du jardin des plantes, il a le soutien de milieux opposés. Il ne s'en efforce pas moins de défendre les intérêts de la ville face au pouvoir du préfet, alors qu'il ne jouit que de faibles marges de manœuvre.
Enfin, la nomination des commissaires et des inspecteurs de police par le pouvoir central permet également le développement sans précédent de l'appareil répressif.

### L'apaisement religieux
Napoléon Bonaparte choisit l'apaisement religieux avec l'Église catholique et il engage des négociations avec Pie VII, pape élu en mars 1800. Le 15 juillet 1801, il signe un nouveau concordat qui lie l'État français et l'Église. À Toulouse, l'archevêque François de Fontanges et l'évêque constitutionnel, Hyacinthe Sermet, acceptent de démissionner. Ils sont remplacés par le nouvel archevêque, Claude Primat, ancien évêque constitutionnel du Nord, puis du Rhône. Il s'adjoint trois vicaires généraux, Clément Barbazan, François-Marie-Joseph-Auguste de Cambon et Louis Hubert. Il a de plus autorité sur la Haute-Garonne, mais aussi sur l'Ariège.
Les congrégations religieuses, qui sont de nouveau autorisées, se reforment. À la cathédrale Saint-Étienne, un chapitre de chanoines est rétabli. De même, plusieurs confréries laïques se reforment, telles que la confrérie des Pénitents gris, rétablie en 1802.

### Le Premier Empire

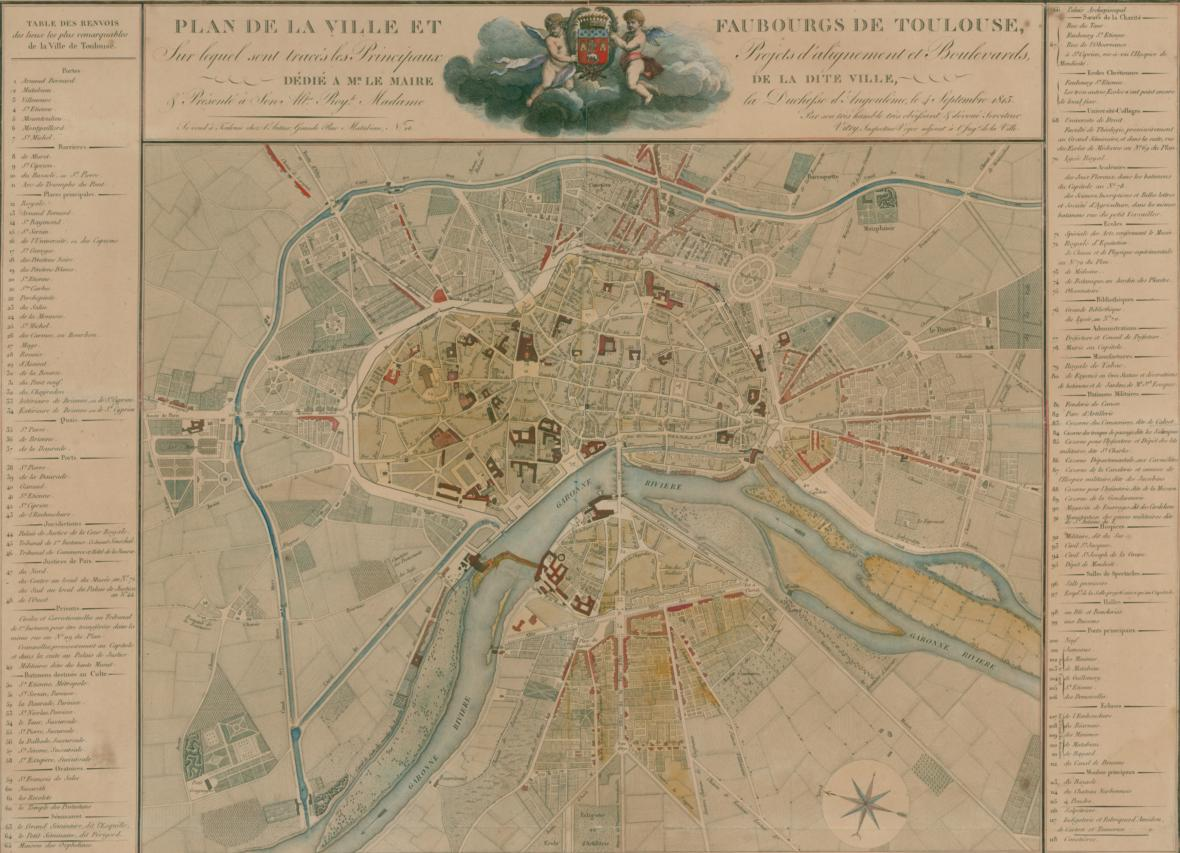
Plan de Toulouse et de ses faubourgs réalisé par Joseph Vitry en 1815 (archives municipales, cote 20 Fi 13).

### La visite de l'Empereur
L’arrivée de Napoléon à la tête du nouveau régime, puis de l’Empire, rétablit partiellement le statut régional de la ville. L’empereur se fend même d’une visite en 1808, confiant notamment le cloître de la Daurade à la manufacture de tabac.
La visite de Napoléon Ier, entre le 25 et le 28 juillet 1808, marque un apogée de la popularité de l'Empereur à Toulouse. Il est accueilli à Léguevin par le maire, Guillaume de Bellegarde, et le préfet, Antoine Desmousseaux, accompagnés par une garde d'honneur de jeunes gens choisis dans les familles éminentes de la ville. Pour les festivités, des monuments temporaires sont dressés dans la ville, et des jeux, des bals et des feux d'artifice sont donnés. Elles sont l'occasion de commémorer le couronnement impérial, le mariage avec l'impératrice Joséphine de Beauharnais, mais aussi la Saint-Napoléon.

### La bataille de Toulouse
Le 10 avril 1814, la bataille de Toulouse oppose les Hispano-Britanniques du maréchal Wellington aux Français du maréchal napoléonien Jean-de-Dieu Soult, qui, bien que parvenant à résister, sont contraints de se retirer. L’armée de Wellington y est accueillie par un grand nombre de royalistes, préparant Toulouse à la Restauration de Louis XVIII. La ville rose a donc été le théâtre de la dernière bataille franco-anglaise sur le sol français.